# دانشگاه مینه‌سوتا
دانشگاه مینه‌سوتا (به انگلیسی: University of Minnesota) یک دانشگاه تحقیقاتی دولتی در کلان‌شهر سینت پال-مینیاپولیس واقع در ایالت مینه‌سوتا آمریکا است که در سال ۱۸۵۱ میلادی تأسیس شده‌است. این دانشگاه از برترین دانشگاه‌های جهان و از معتبرترین دانشگاه‌های دولتی ایالات متحده آمریکا است که از لحاظ تعداد دانشجویان نیز ششمین دانشگاه بزرگ ایالات متحده می‌باشد. این دانشگاه در رتبه‌بندی دانشگاه‌های دولتی ایالات متحده در رتبه ۲۶ قرار دارد.
این دانشگاه از ۱۹ دانشکده اصلی تشکیل شده و به غیر از پردیس اصلی در شهرهای دوقلو (Twin Cities) دارای ۴ پردیس دیگر در شهرهای کروکستون، دلوث، روچستر و موریس نیز می‌باشد.
تاکنون ۲۴ نفر از استادان و دانش‌آموختگان این دانشگاه موفق به کسب جایزه نوبل شده‌اند. این دانشگاه یکی از تأثیرگذارترین دانشگاه‌ها در توسعه علم اقتصاد و پزشکی می‌باشد. از تاثیرگذارترین دانشجویان و استادان برنده جایزه نوبل اقتصاد این دانشگاه می‌توان به میلتون فریدمن و جورج استیگلر از بنیان‌گذاران مکتب اقتصادی شیکاگو، ادوارد پرسکات و توماس سارجنت از نظریه‌پردازان مکتب انتظارات عقلایی، لارس هانسن و کرسیتوفر سیمز از مهم‌ترین مروجین روش‌های مدرن اقتصادسنجی و لئونید هورویچ پایه‌گذار تئوری طراحی مکانیسم‌های اقتصادی نام برد.

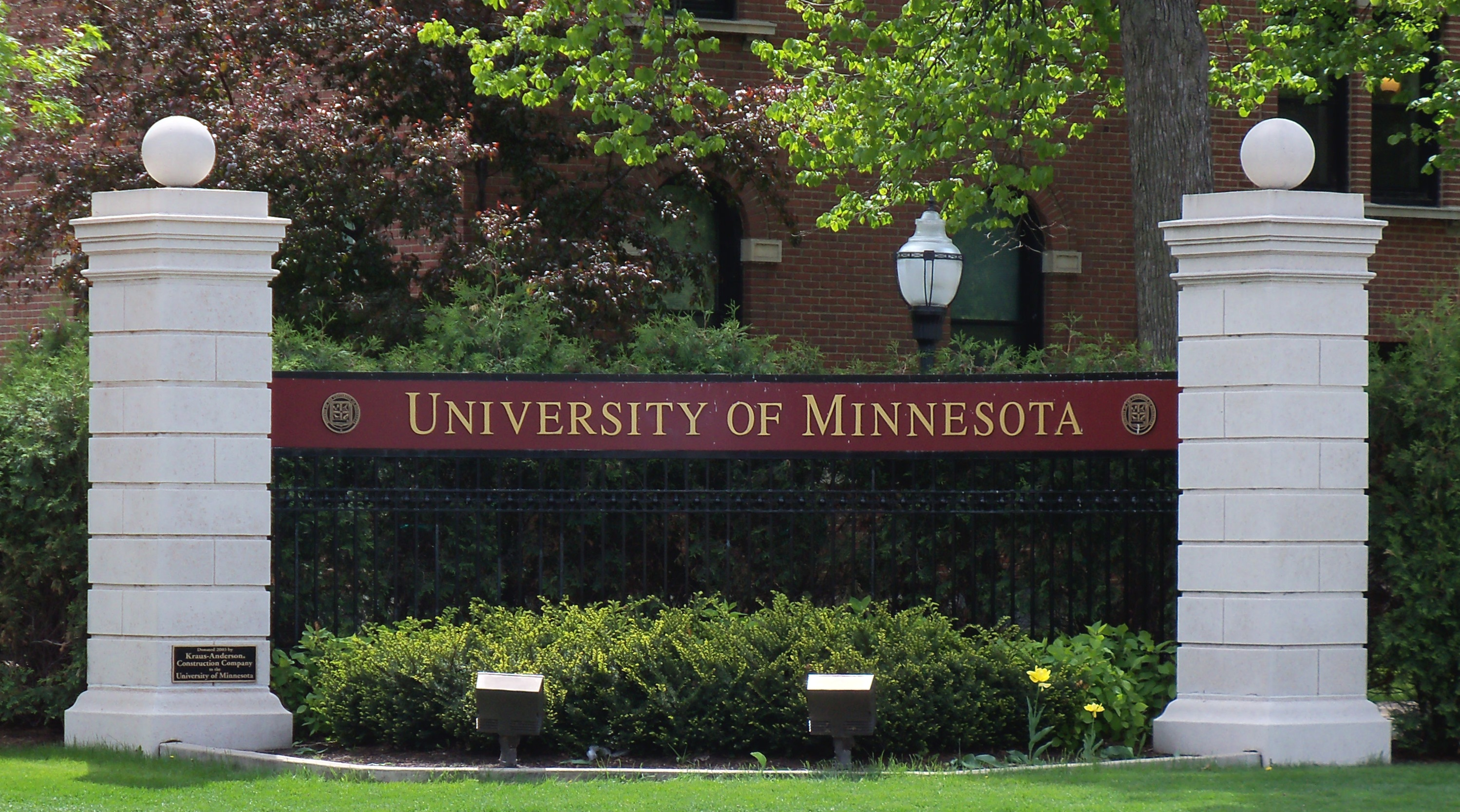

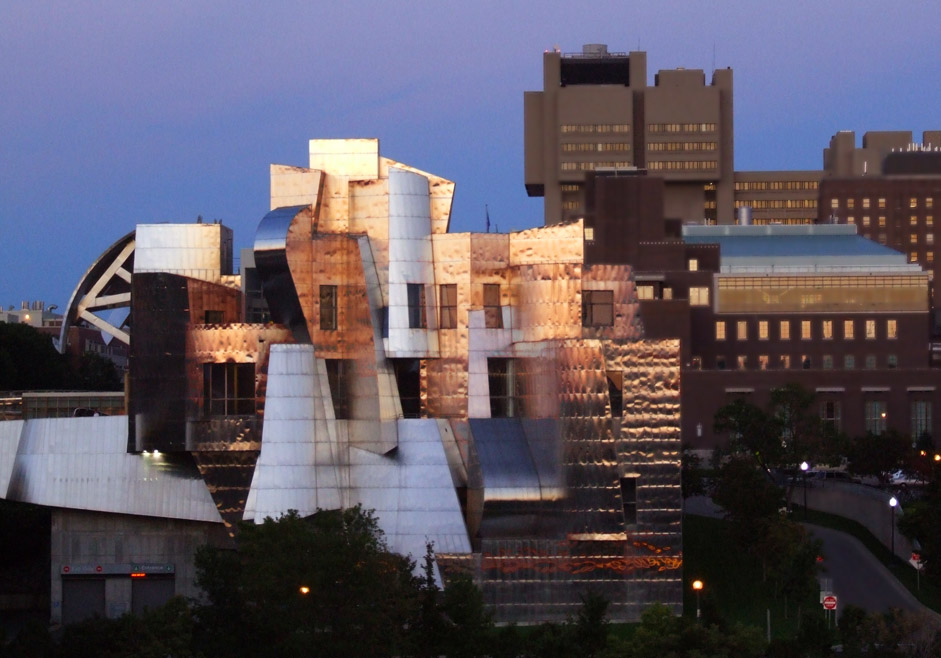
نمایی از یکی از ساختمان‌های دانشگاه که توسط فرانک گری طراحی شده‌است.

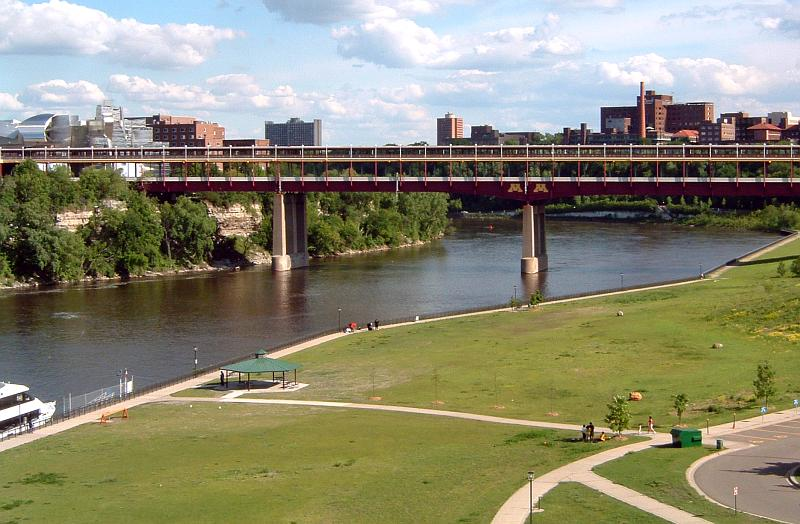
رودخانه می‌سی‌سی‌پی در محل دانشگاه مینه‌سوتا که آن را به دو بخش شرقی و غربی تقسیم می‌کند.

## دانشکده‌ها
پردیس اصلی دانشگاه مینه‌سوتا در مینیاپولیس-سینتپال شامل نوزده دانشکده می‌باشد.
دانشکده‌های این دانشگاه عبارت‌اند از:
- دانشکده پزشکی
- دانشکده حقوق
- دانشکده فنی مهندسی
- دانشکده علوم (شامل رشته‌های اقتصاد، باستانشناسی، تاریخ، ادبیات، هنر، موسیقی، نجوم، زبانشناسی، علوم کامپیوتر، فلسفه، شیمی، جرم‌شناسی، آمار، روان‌شناسی، زمین‌شناسی، جغرافی، رقص، بازیگری، ریاضیات، روزنامه‌نگاری، موسیقی درمانی، علوم سیاسی، سینما، جامعه‌شناسی، ادیان و سایر رشته‌ها)
- دانشکده مدیریت کارلسون
- دانشکده دندانپزشکی
- دانشکده طراحی
- دانشکده علوم و توسعه منابع انسانی
- دانشکده علوم غذایی، کشاورزی و منابع طبیعی
- دانشکده امور اجتماعی
- دانشکده پرستاری
- دانشکده داروسازی
- دانشکده بهداشت عمومی
- دانشکده دامپزشکی

## ورزش
تیمهای ورزشی مردان و زنان دانشگاه شامل تیم‌های فوتبال، بسکتبال، هاکی روی یخ و کشتی و سایر رشته‌ها مجموعاً مینه‌سوتا گولدن گوفر نامیده می‌شوند. این تیم‌ها دارای ورزشگاه‌های خانگی متعددی از جمله ورزشگاه هوبرت هامفری مترودوم و استادیوم تی‌سی‌اف بنک می‌باشند.

## دانش‌آموختگان
استادان و فارغ التحصیلان دانشگاه تاکنون ۲ بار موفق به دریافت جایزه پولیتزر و ۲۴ بار موفق به کسب جایزه نوبل شده‌اند که از این میان ۹ عنوان به اقتصاد، ۶ عنوان به فیزیک، ۴ عنوان به پزشکی، ۳ عنوان به شیمی و همچنین به ادبیات و صلح هر کدام یک عنوان تعلق گرفته‌است. از دانش‌آموختگان صاحب نام این دانشگاه می‌توان به اسامی زیر اشاره کرد:
- یانی، آهنگساز و پیانیست شهیر یونانی
- باب دیلن، از تأثیر گذارترین چهره‌های موسیقی در آمریکا
- هوبرت هامفری، معاون لیندون بی. جانسون ۳۸امین رئیس‌جمهور آمریکا
- والتر موندیل، معاون جیمی کارتر ۴۲امین رئیس‌جمهور آمریکا
- هنری فوندا، بازیگر سرشناس آمریکایی و برنده جایزه اسکار سال ۱۹۸۰
- ملوین کالوین، شیمیدان آمریکایی، کاشف چرخه کالوین و برنده نوبل شیمی در سال ۱۹۶۱
- جان استامپف، مدیر عامل و رئیس هیئت مدیره بانک ولز فارگو چهارمین بانک بزرگ آمریکا (اولین بر اساس ارزش سهام)
- نورمن بورلاگ، برنده جایزه صلح نوبل
- کریستیان بارنارد، جراح نخستین عمل پیوند قلب بر روی انسان
- نیک کلگ، معاون فعلی نخست‌وزیر بریتانیا
- جمشید دلشاد، شهردار سابق بورلی هیلز کالیفرنیا و نخستین شهردار ایرانی‌تبار در آمریکا
- دانیل مکفادین، برنده جایزه نوبل اقتصاد در سال ۲۰۰۰
- لارس پیتر هانسن، برنده جایزه نوبل اقتصاد در سال ۲۰۱۳
- توماس استگز، رئیس هیئت مدیره شرکت والت دیزنی

## نگارخانه

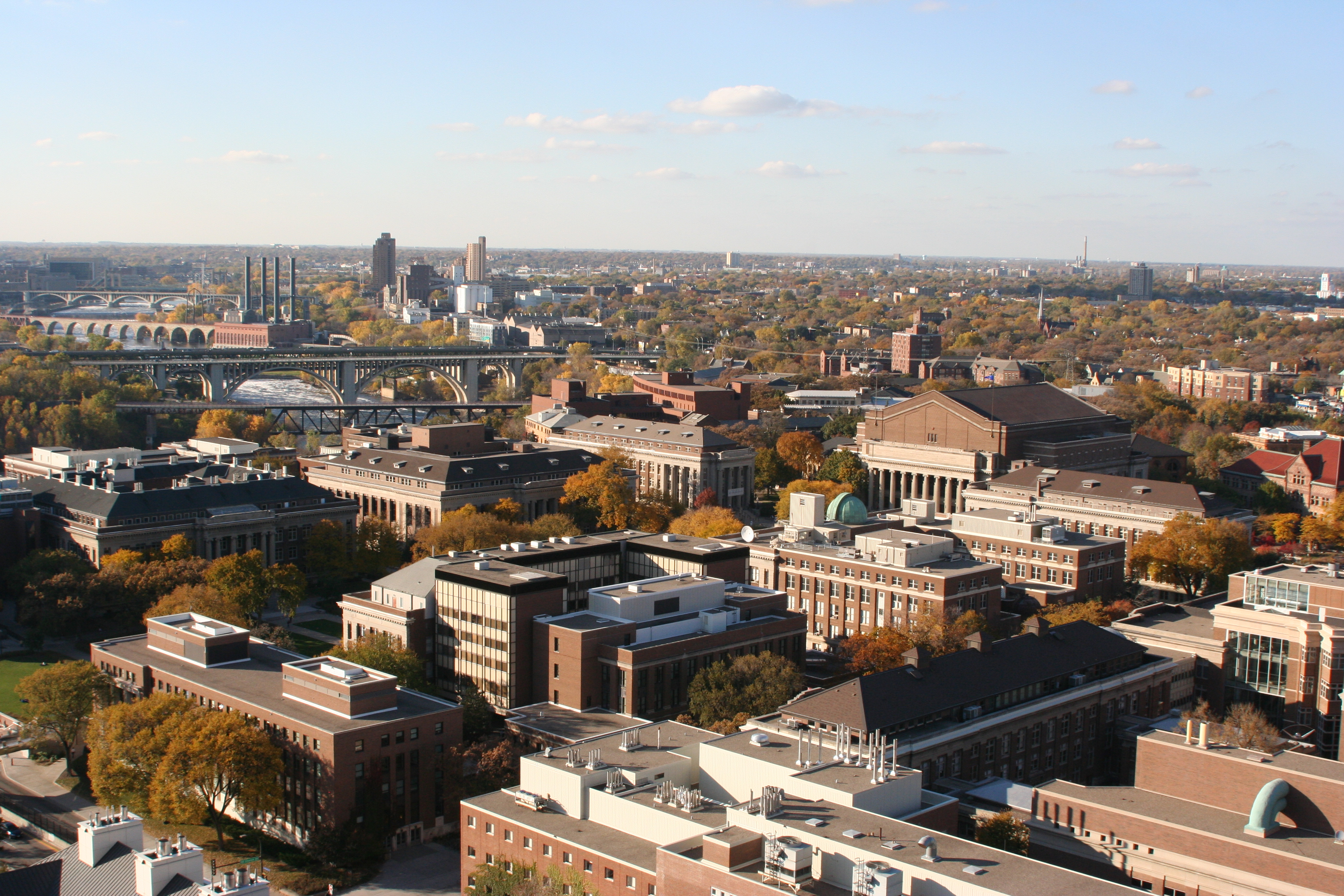
پردیس دانشگاه مینه‌سوتا
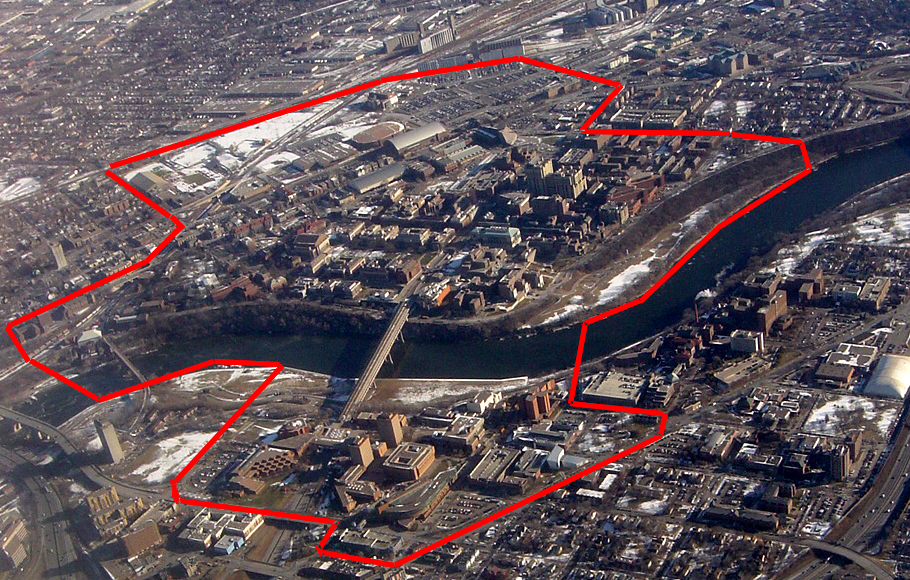
پردیس اصلی دانشگاه مینه‌سوتا در و طرف شرق و غرب رودخانه می‌سی‌سی‌پی
آرم دانشگاه مینه‌سوتا
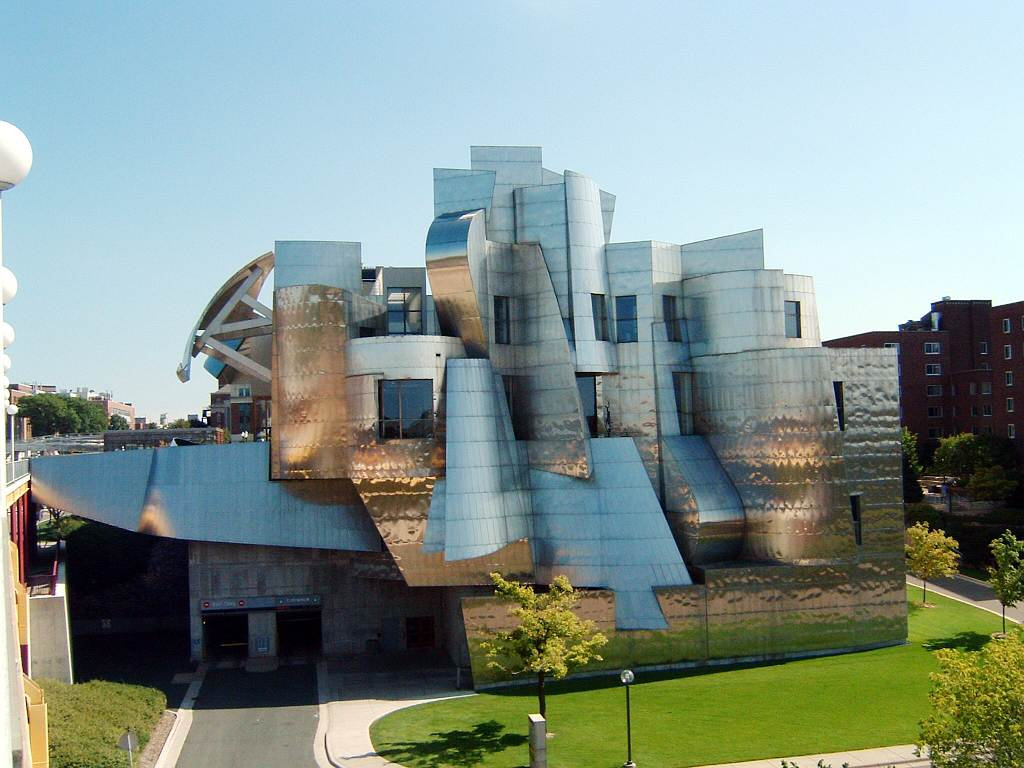
موزه هنر وایزمن
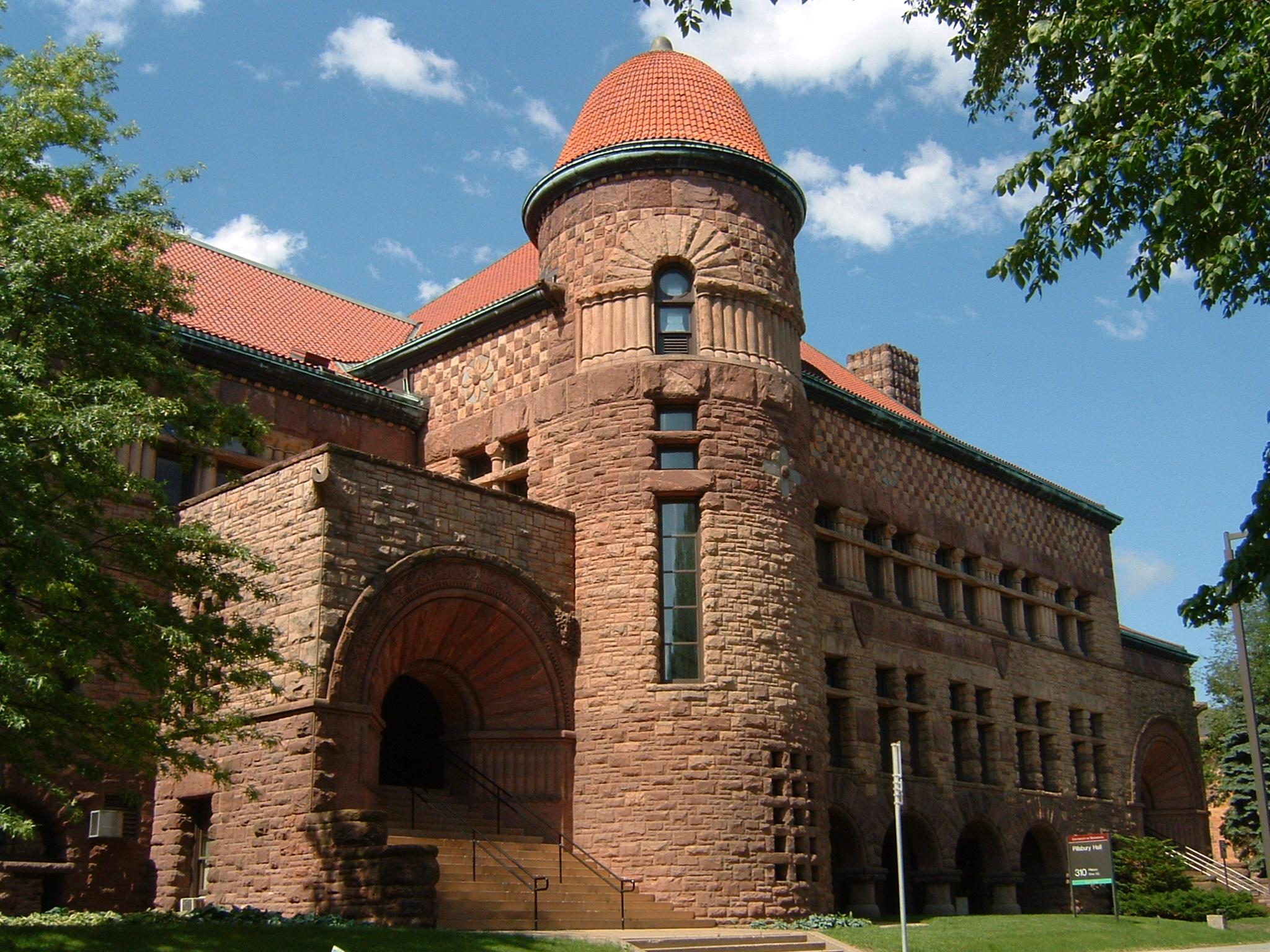
خوابگاه دانشجویان پیلزبوری
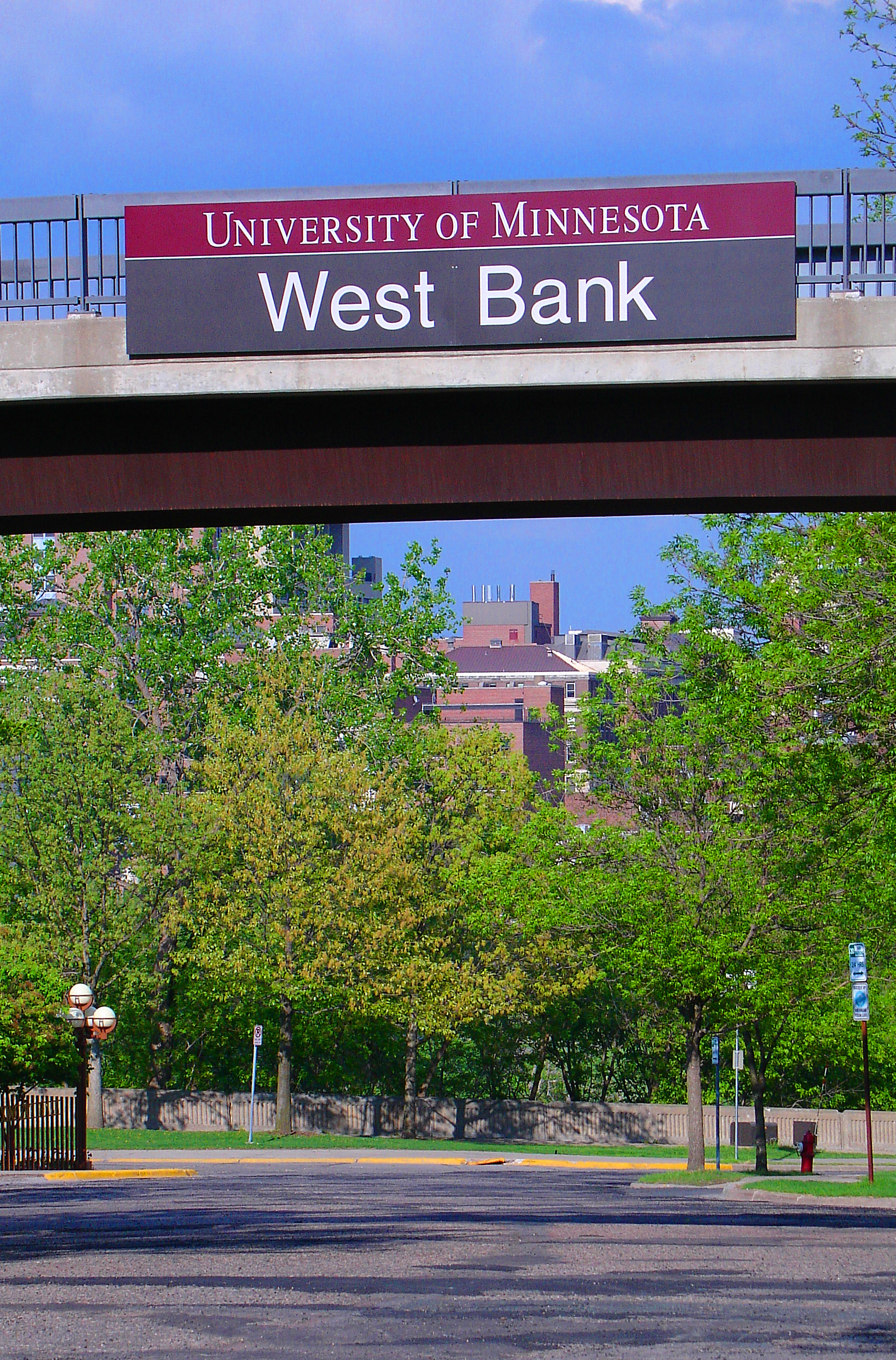
پردیس غرب رودخانه
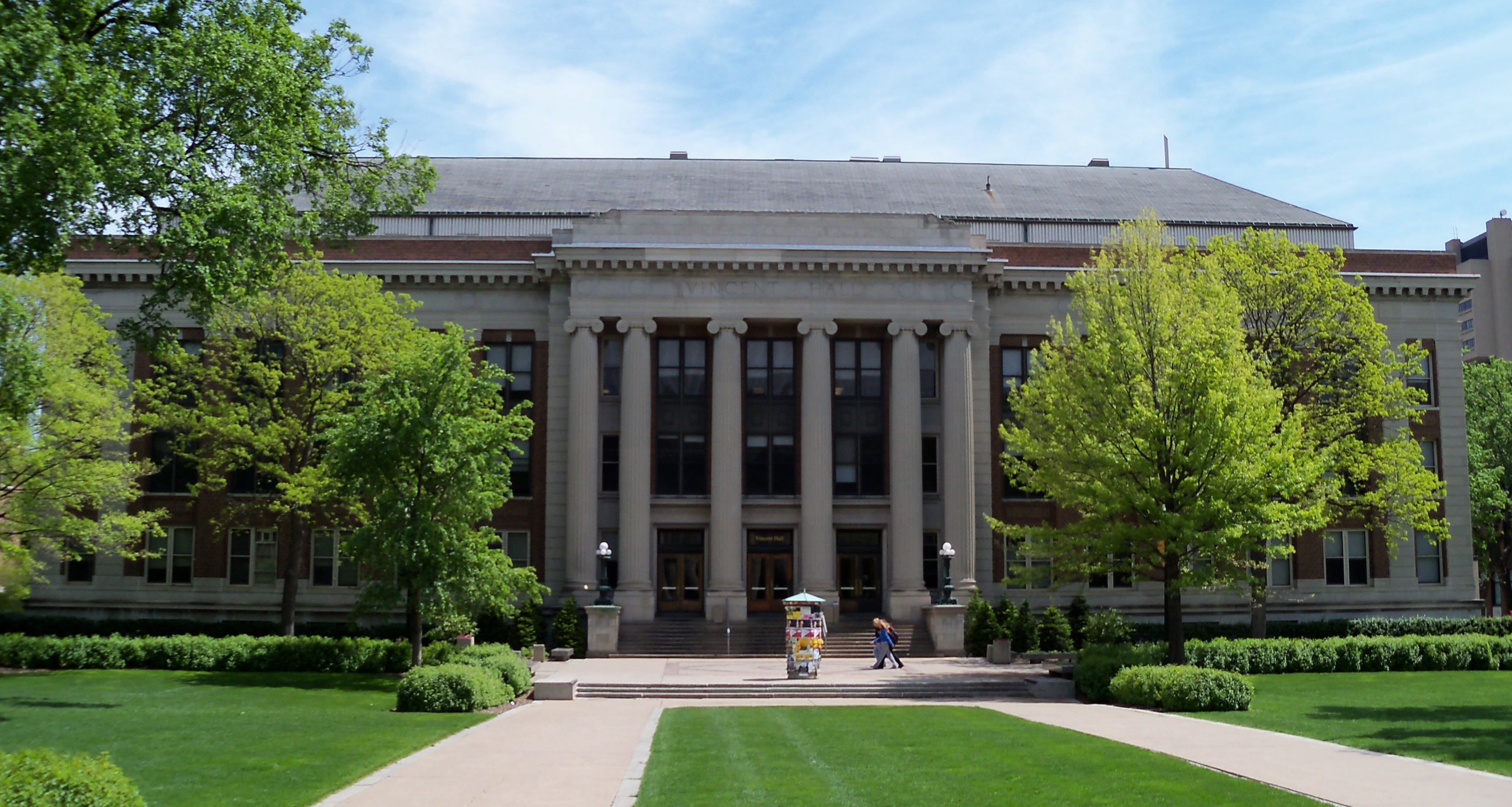
خوابگاه دانشجویان وینسنت
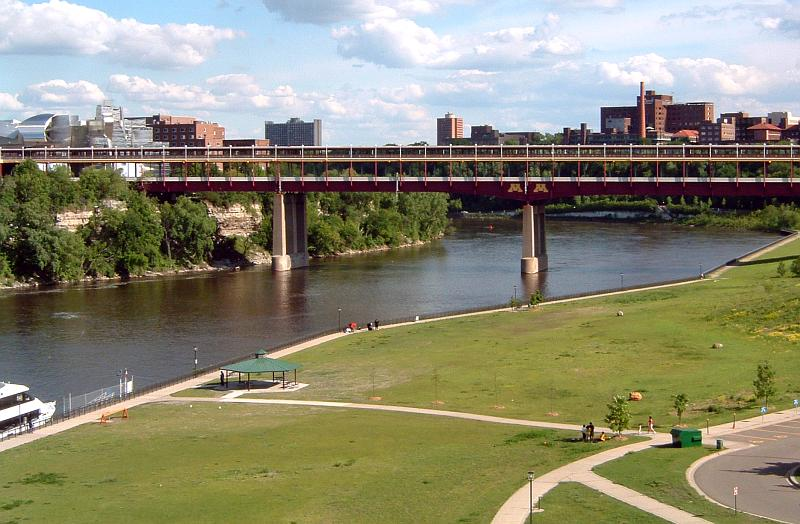
پل واشینگتن
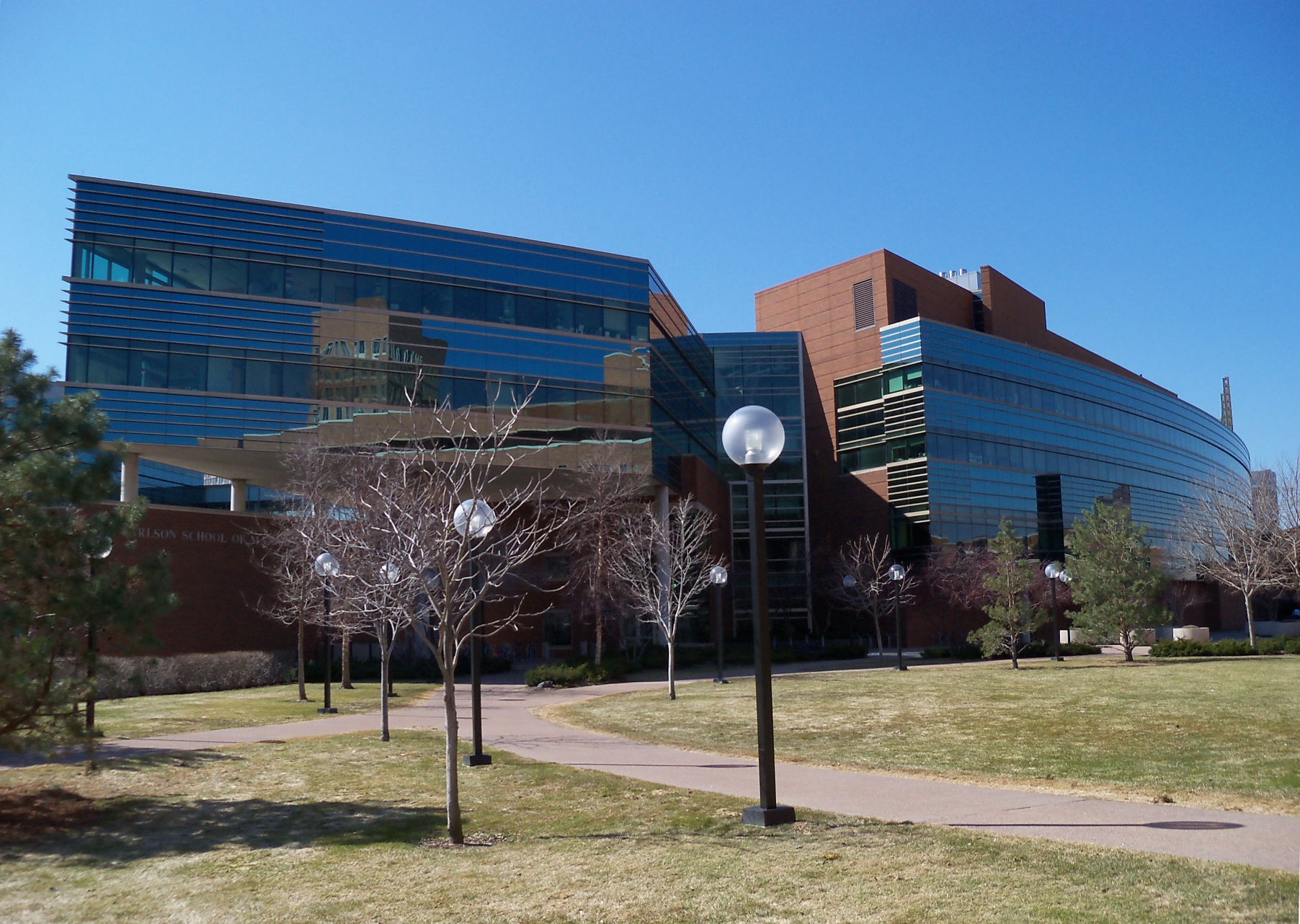
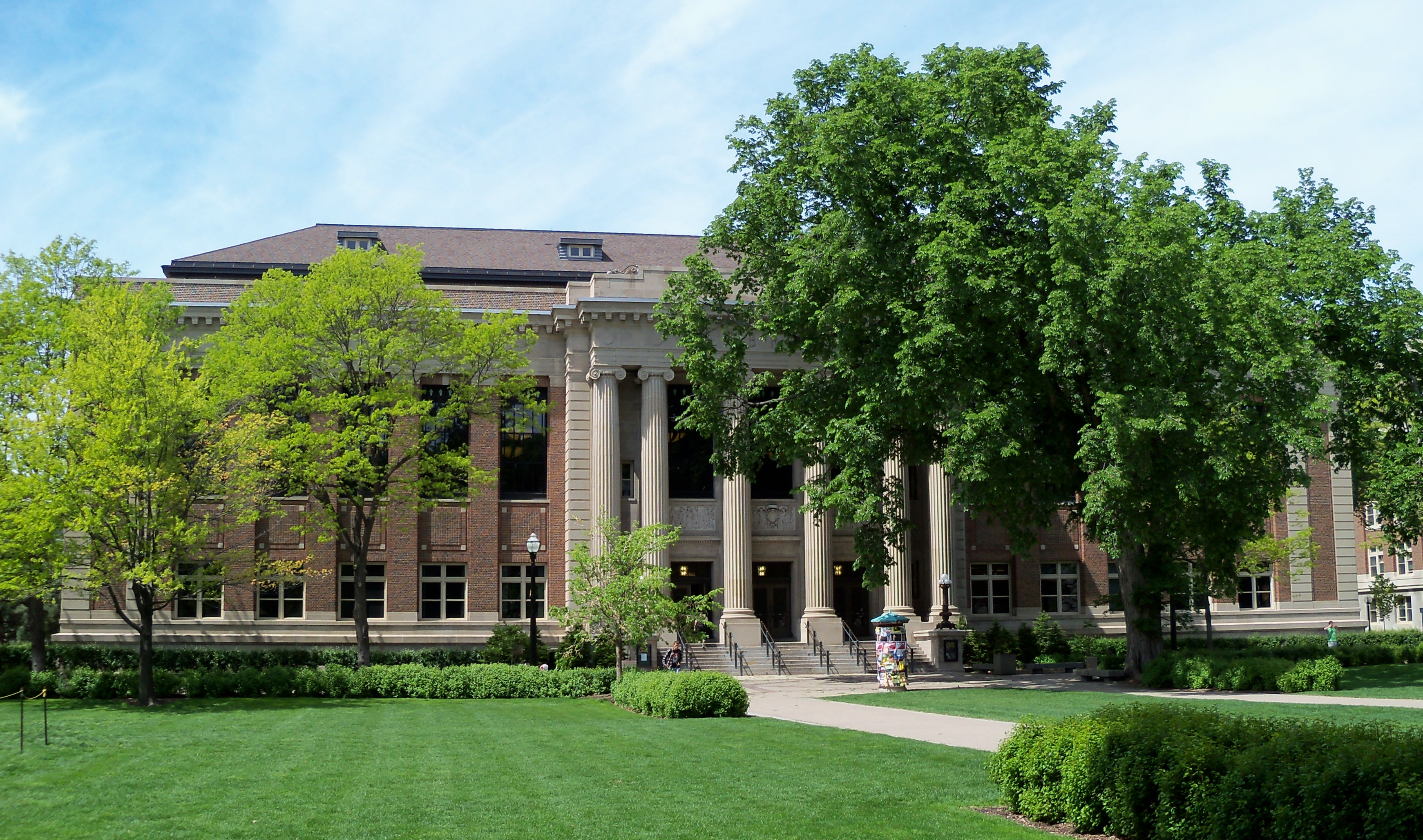
کتابخانه والتر
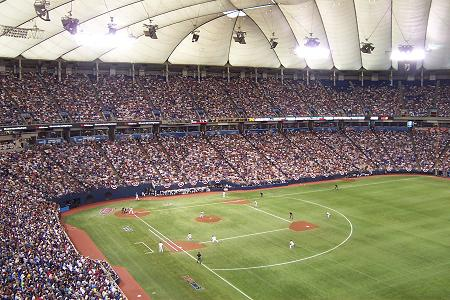
مترودوم
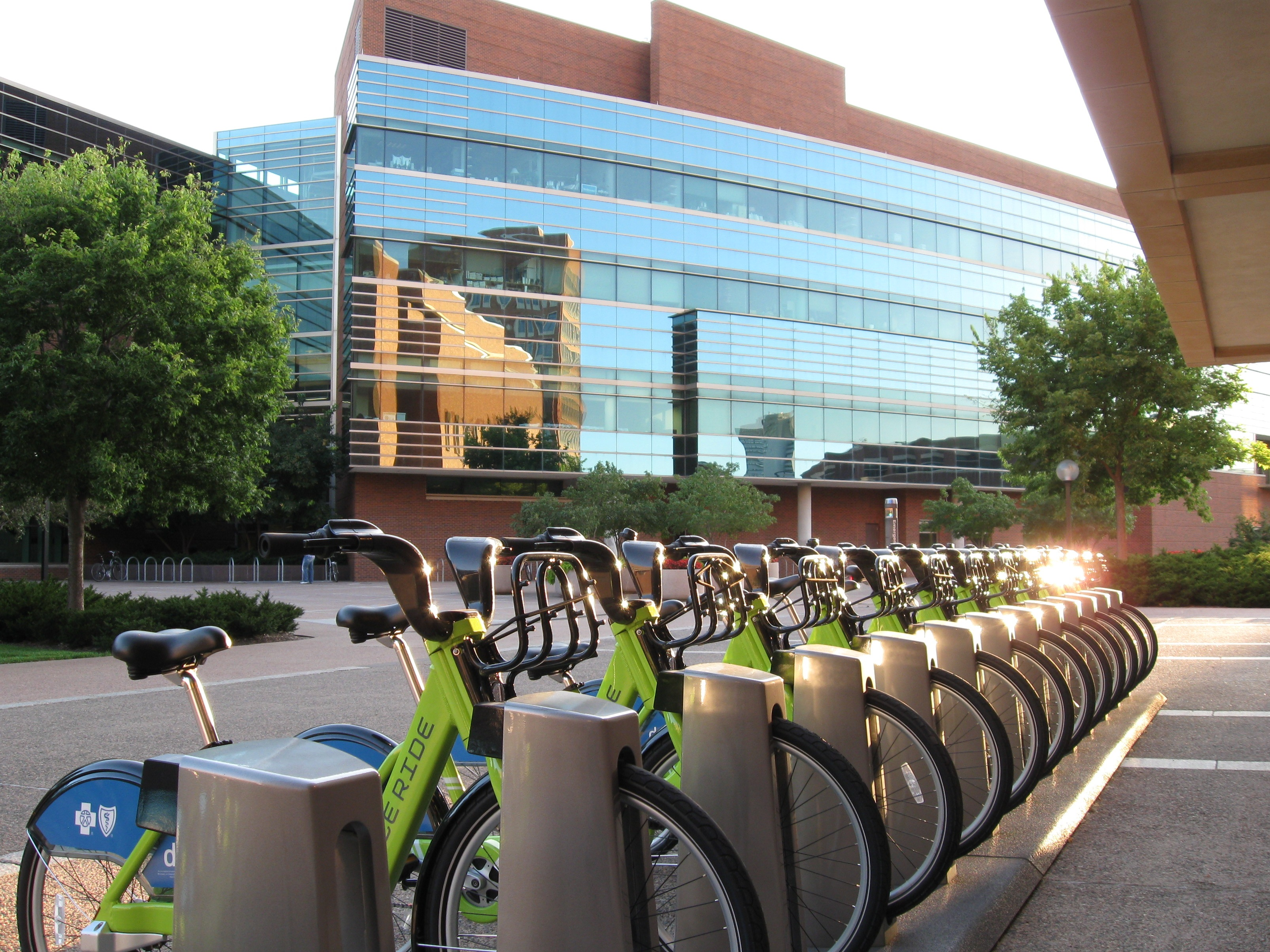
کتابخانه ویلسون
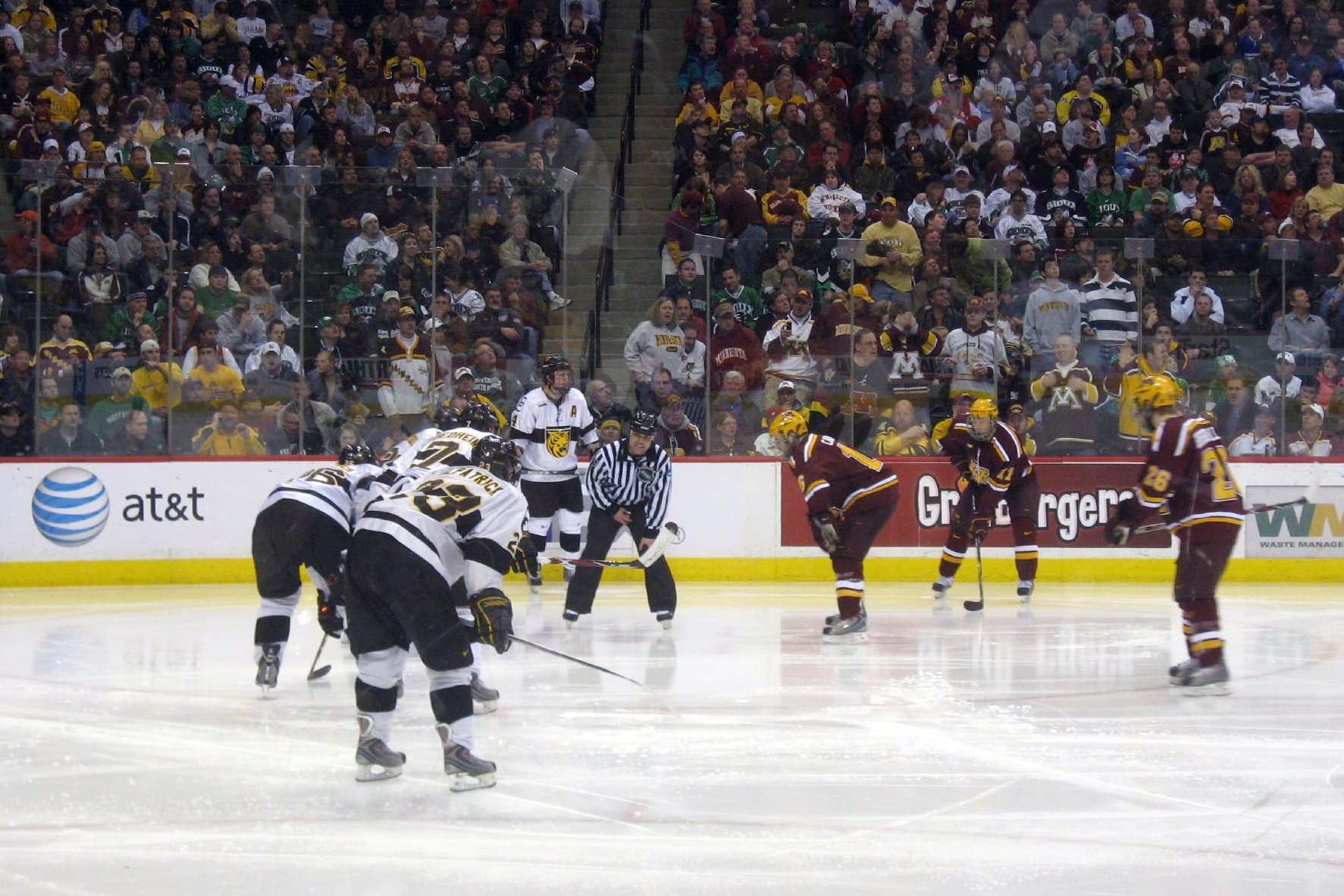
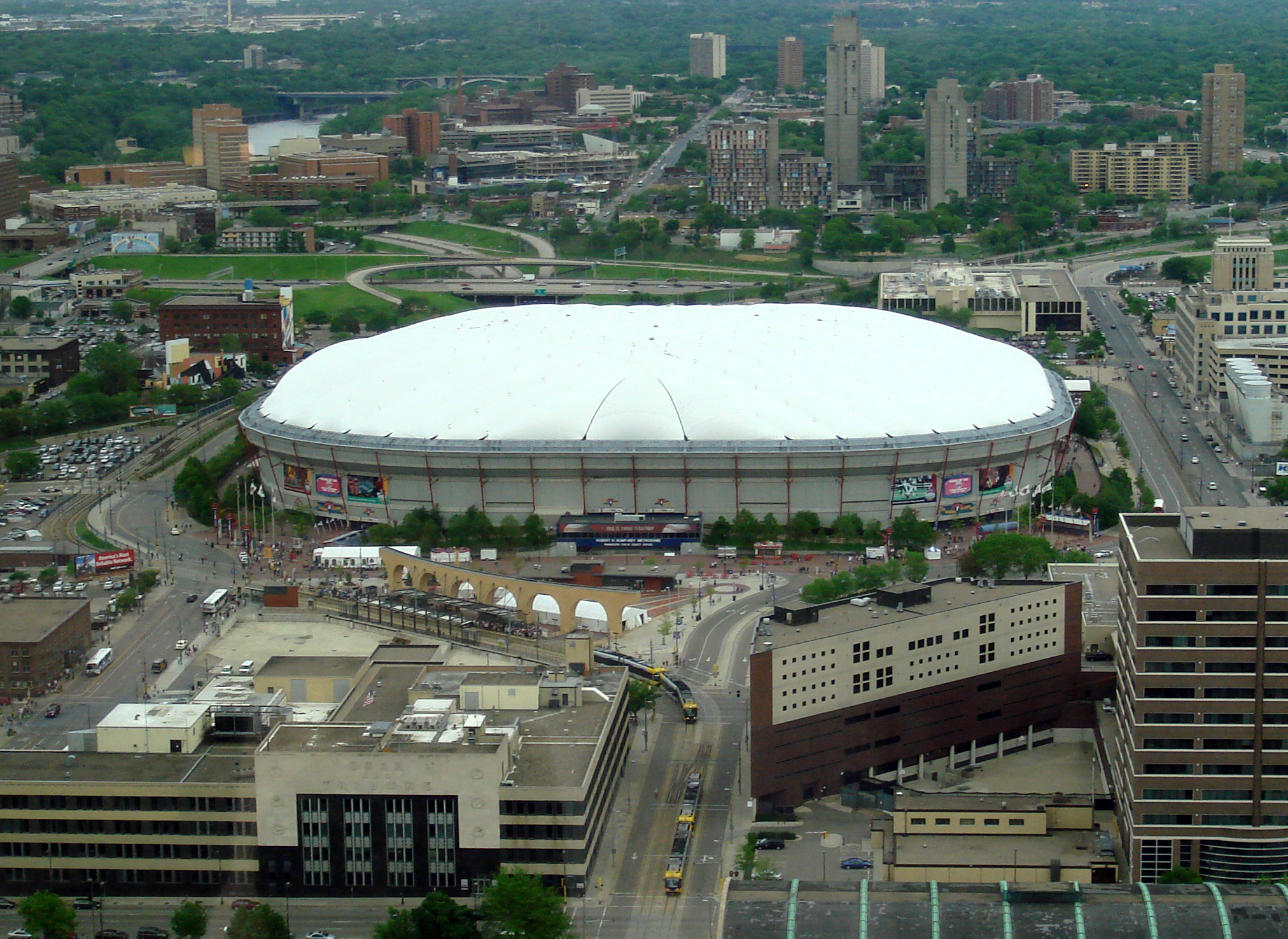
مترودوم
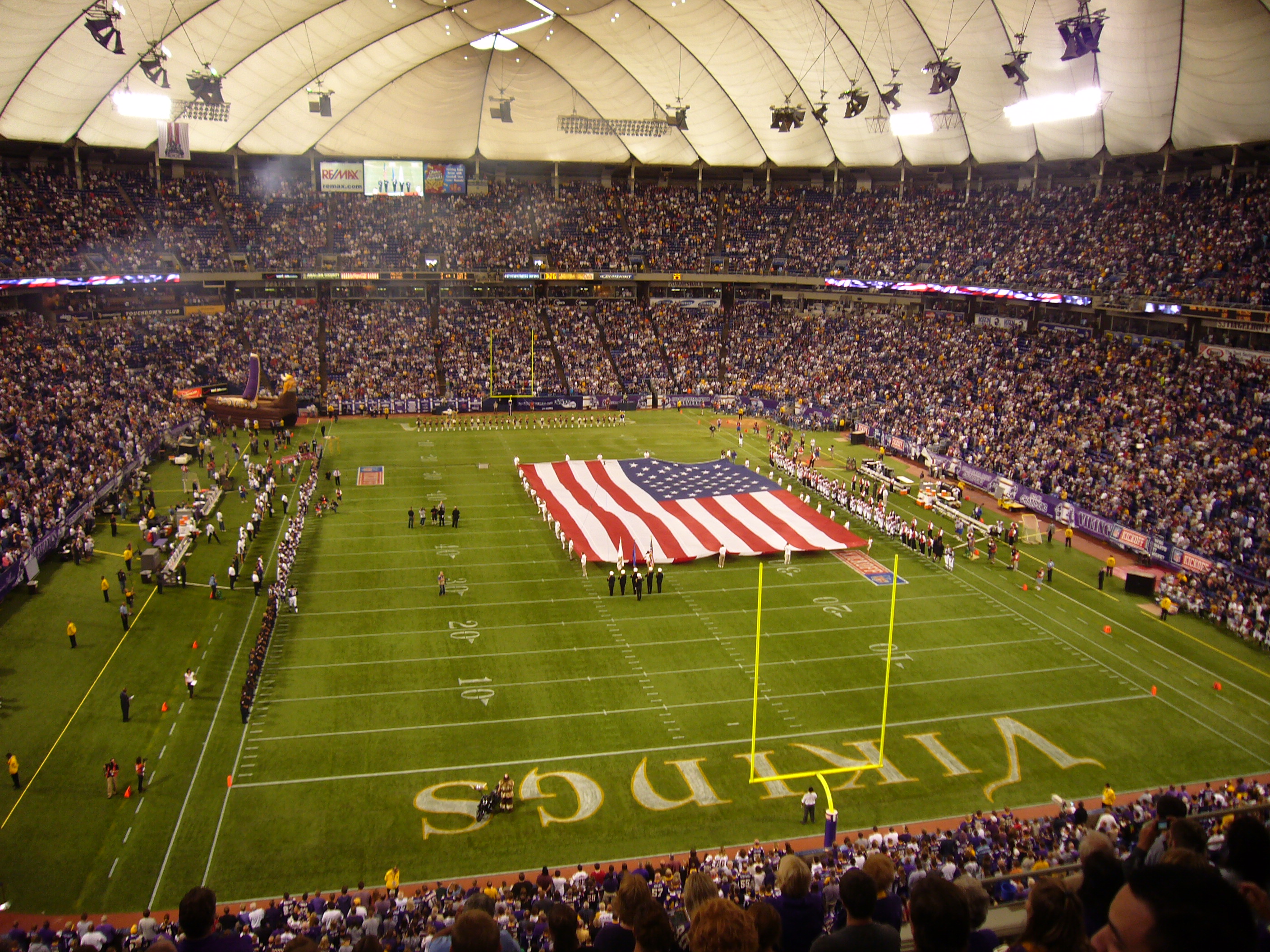
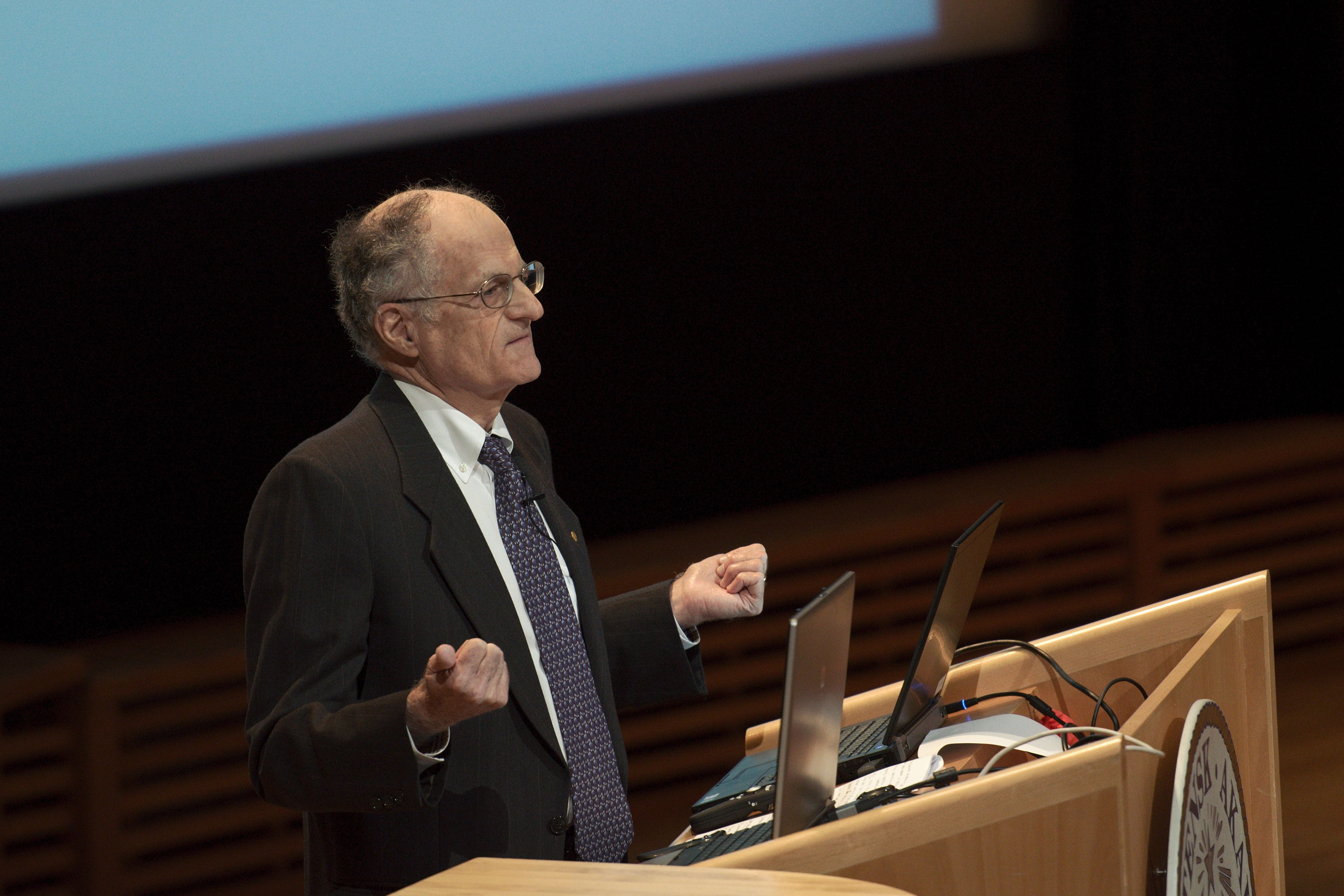
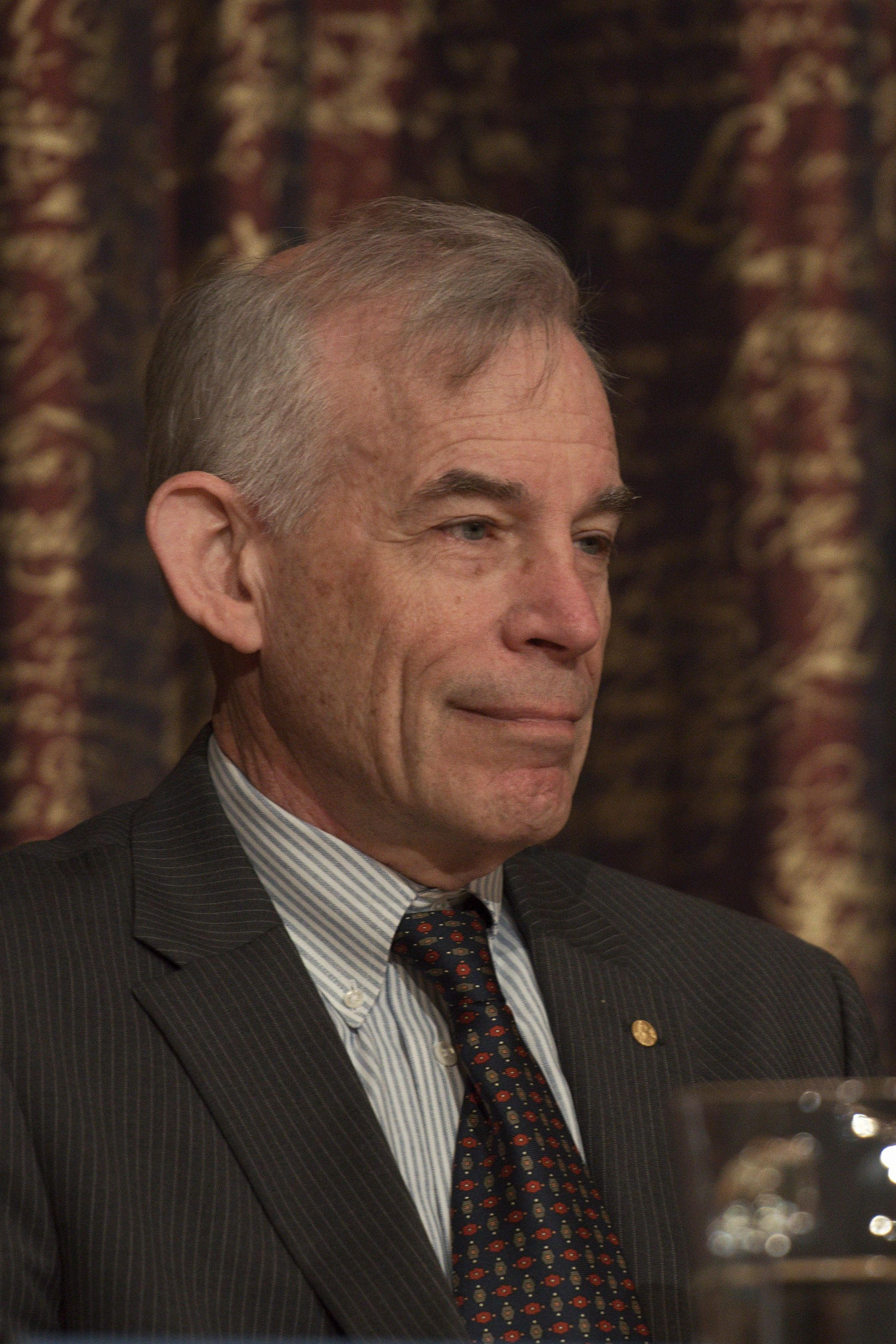
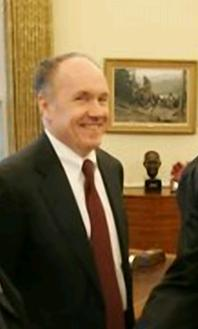
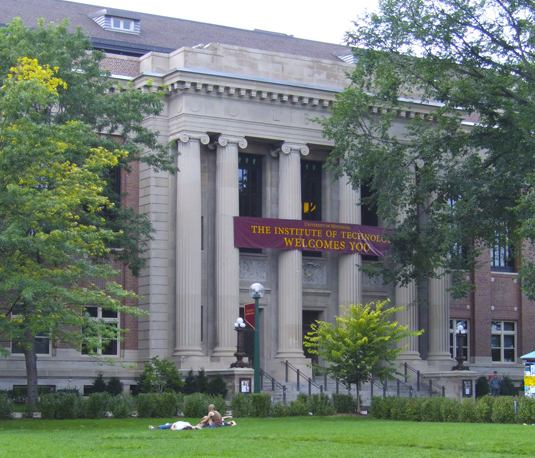
کتابخانه والتر
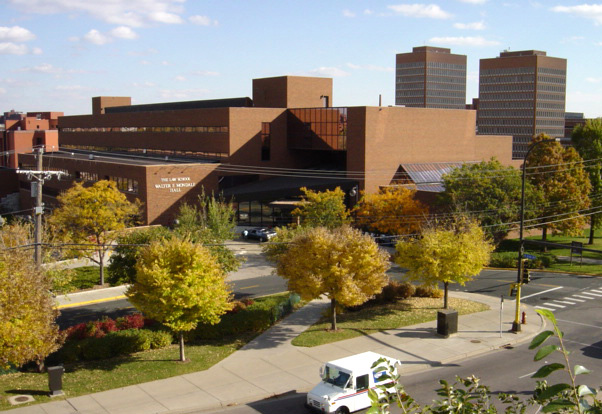
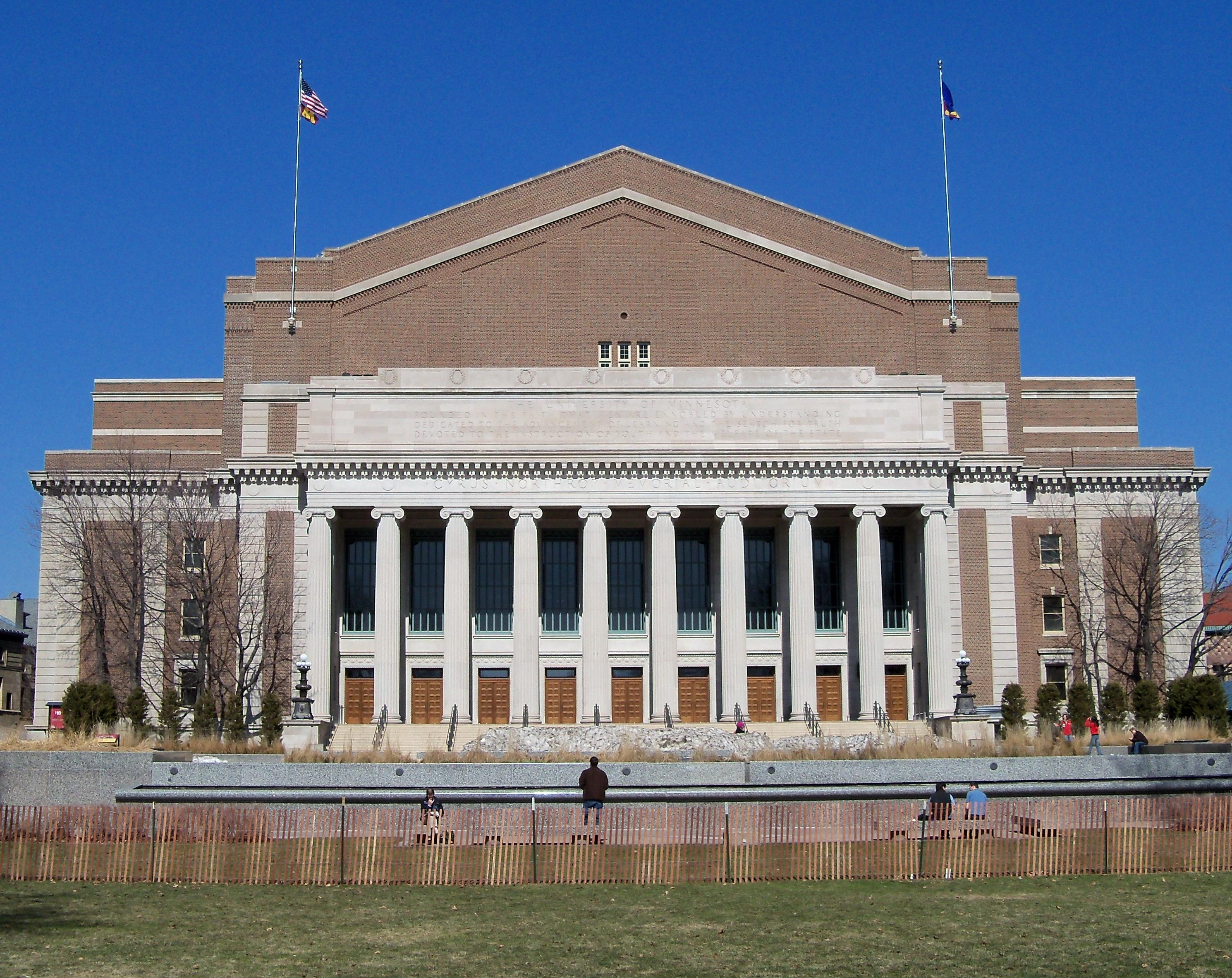
سالن اجتماعات نورث روپ
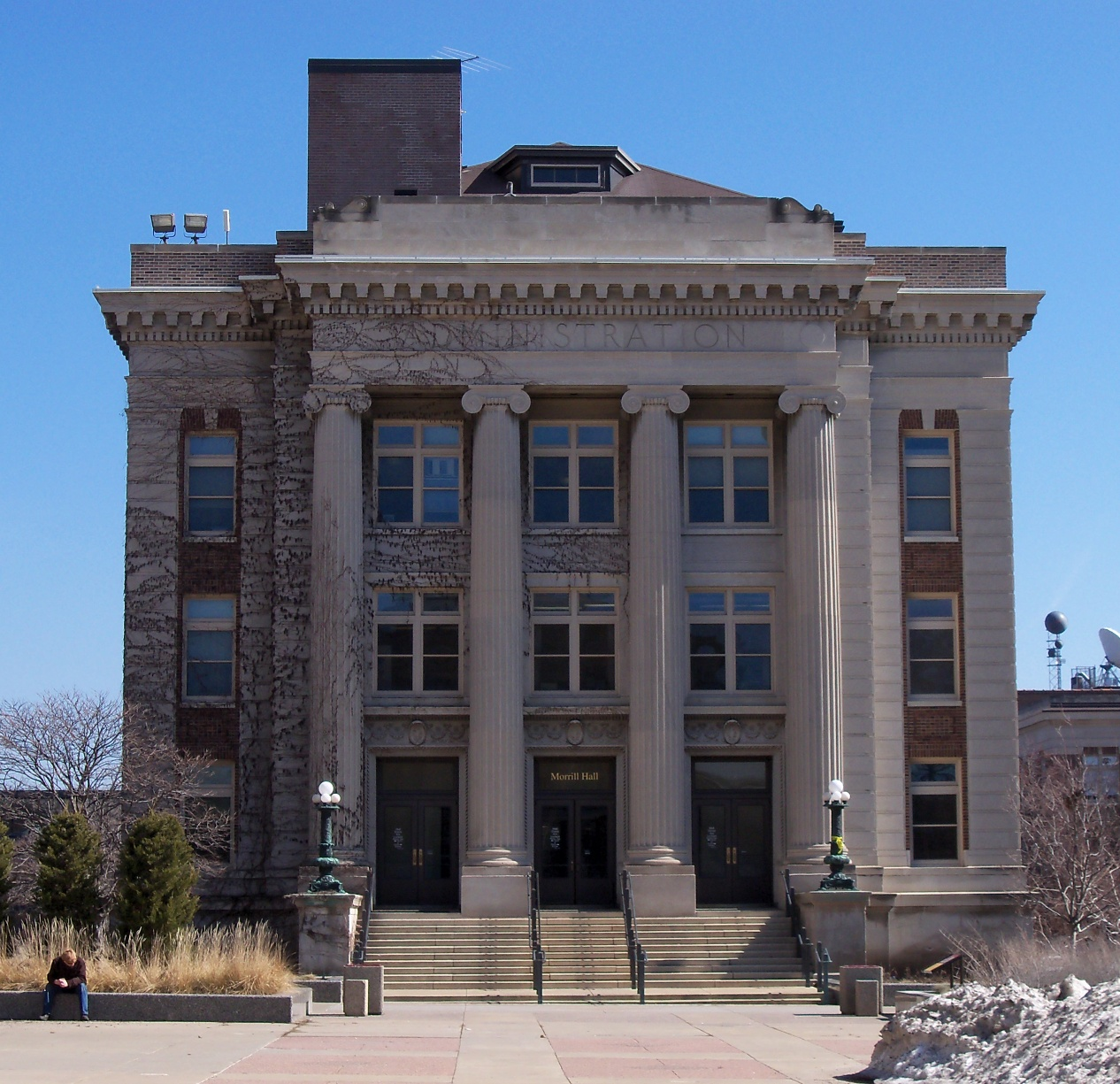
خوابگاه دانشجویان موریل
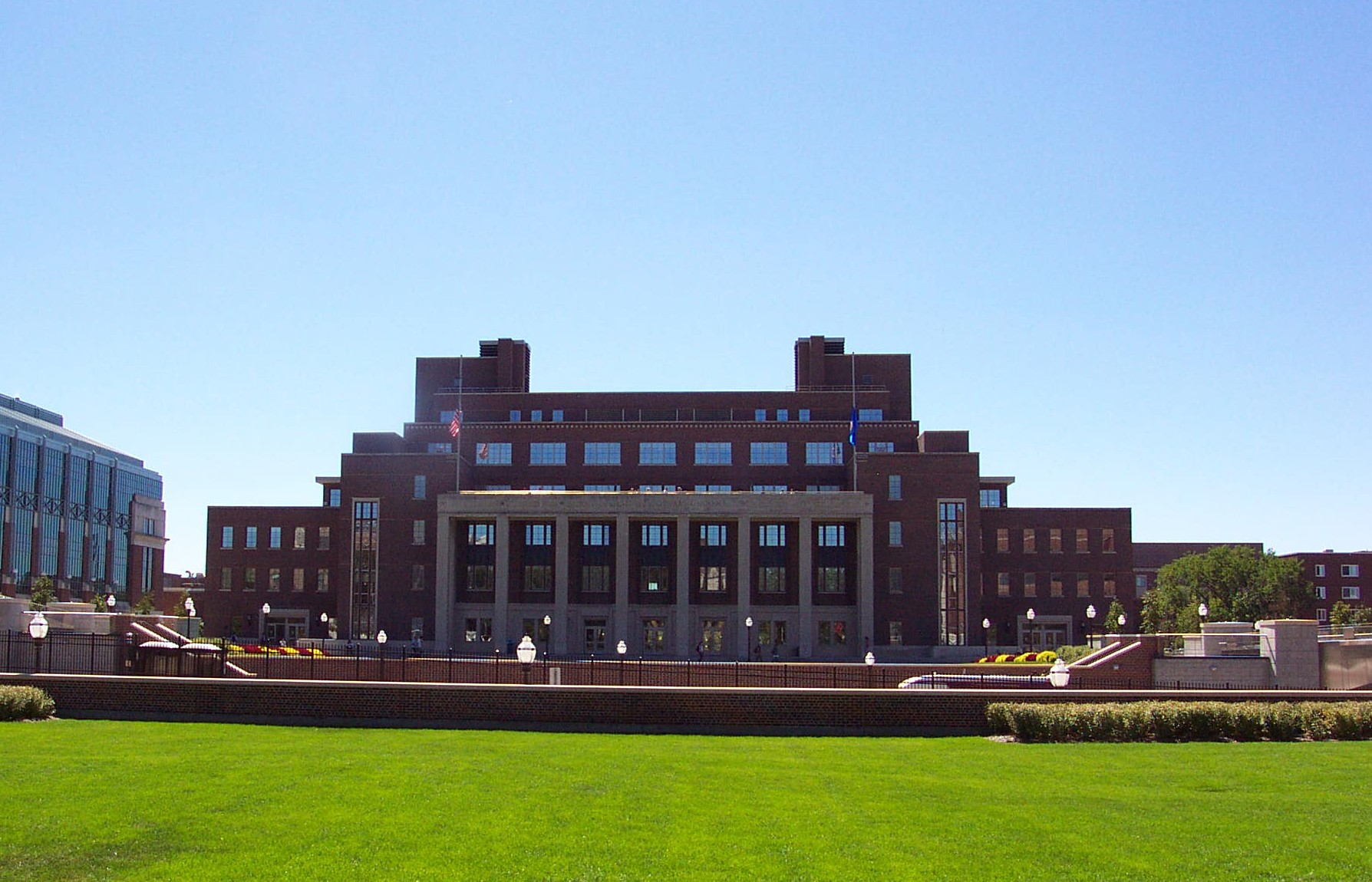
ساختمان دانشجویان کافمن
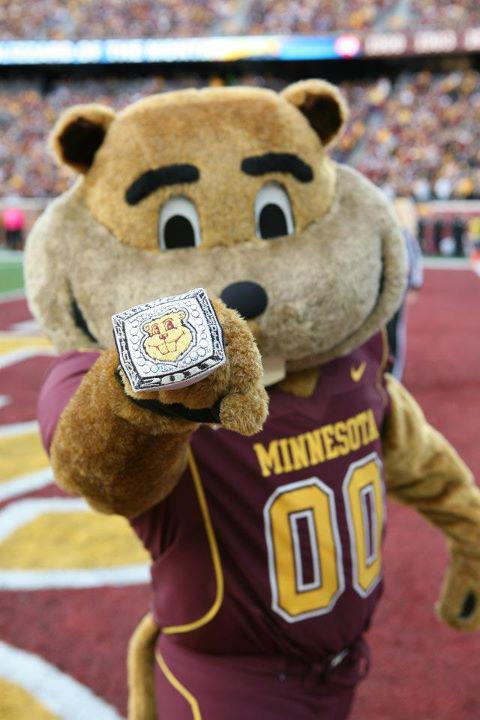
گفر طلایی
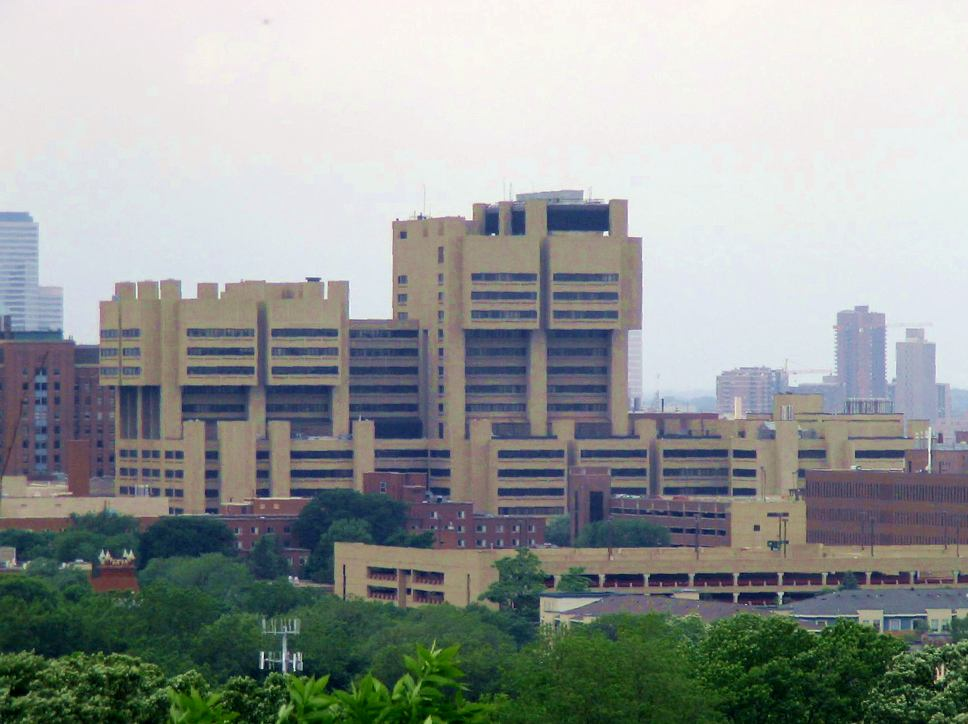
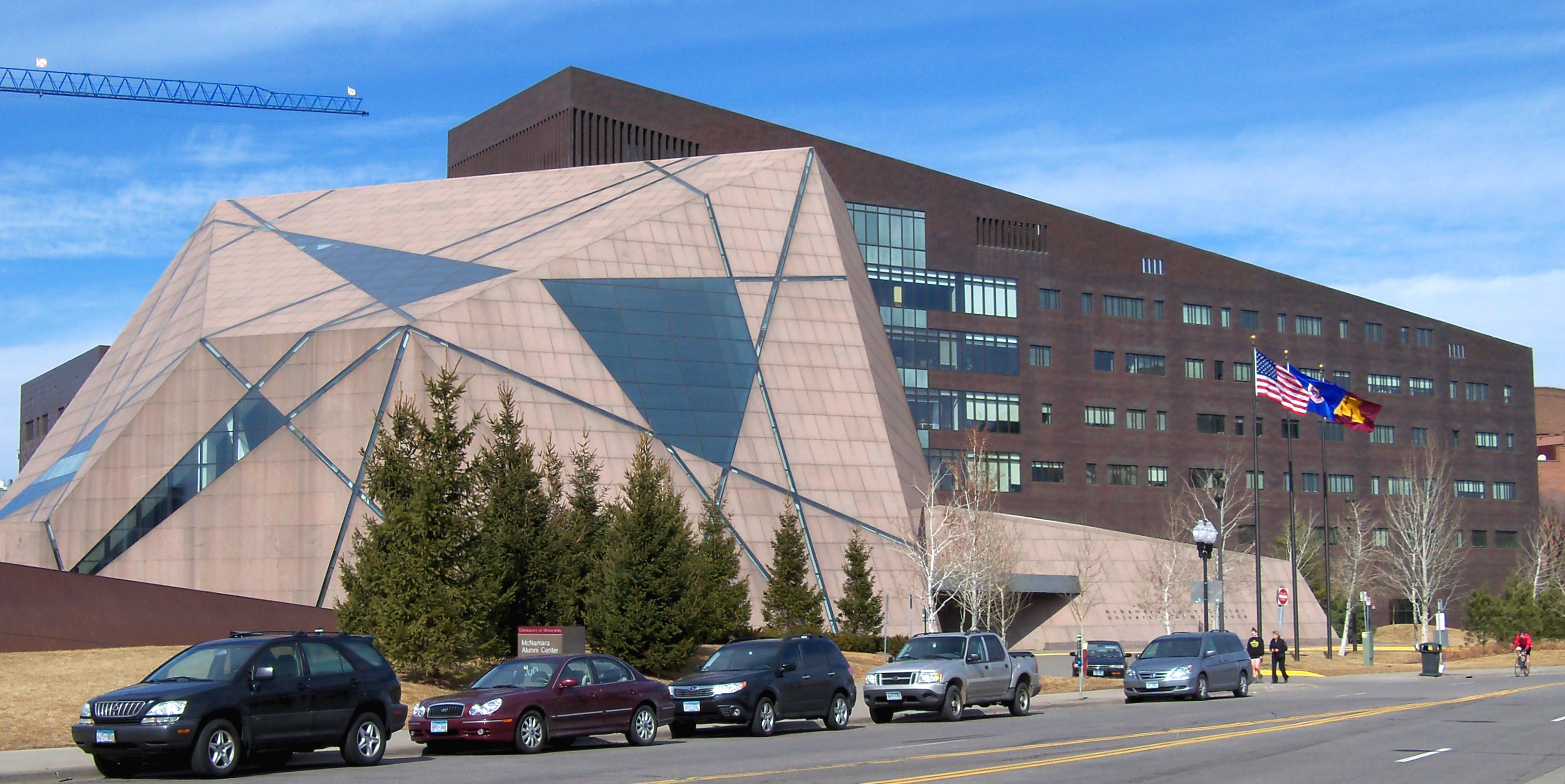
ساختمان فارغ‌التحصیلان مک نامارا
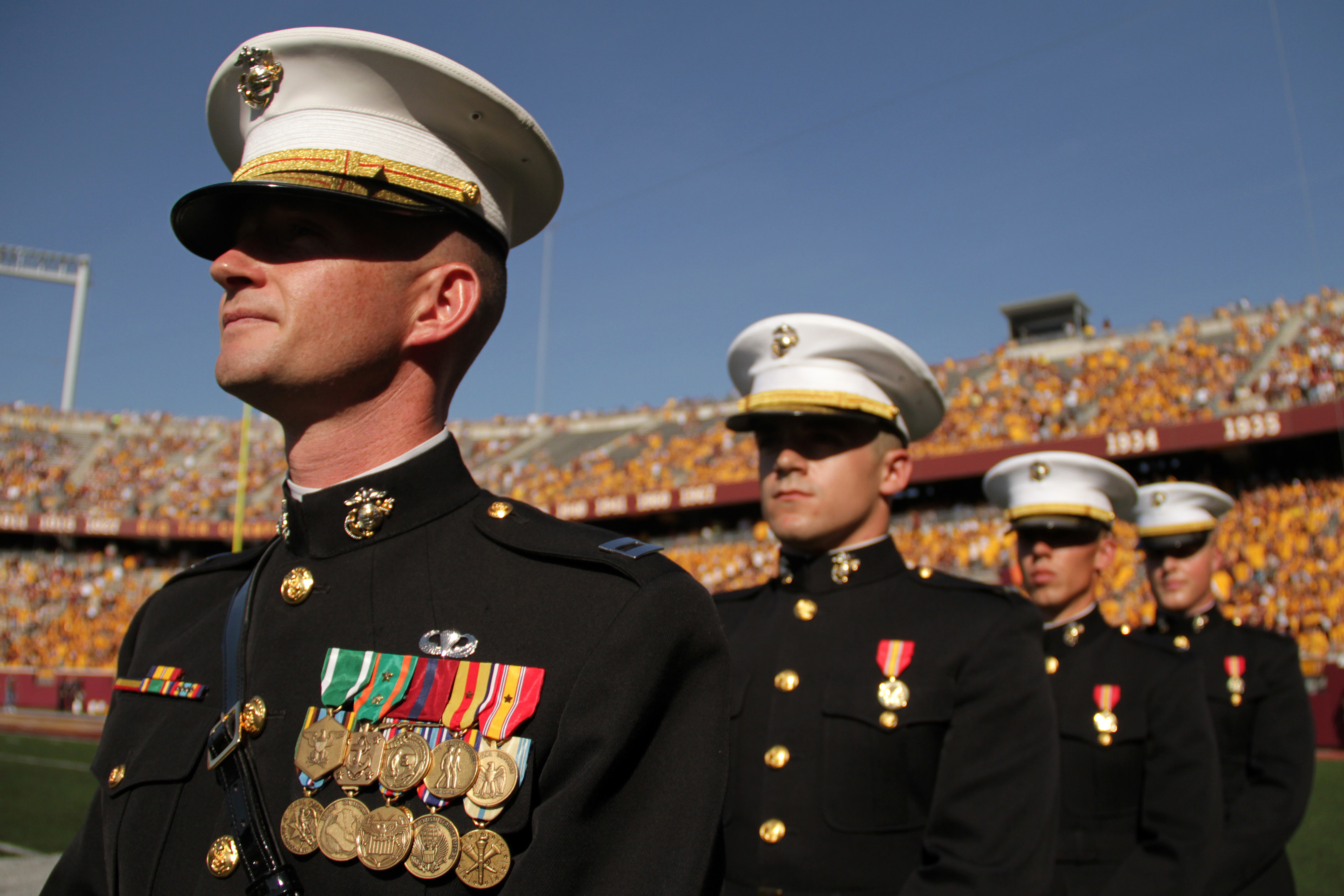
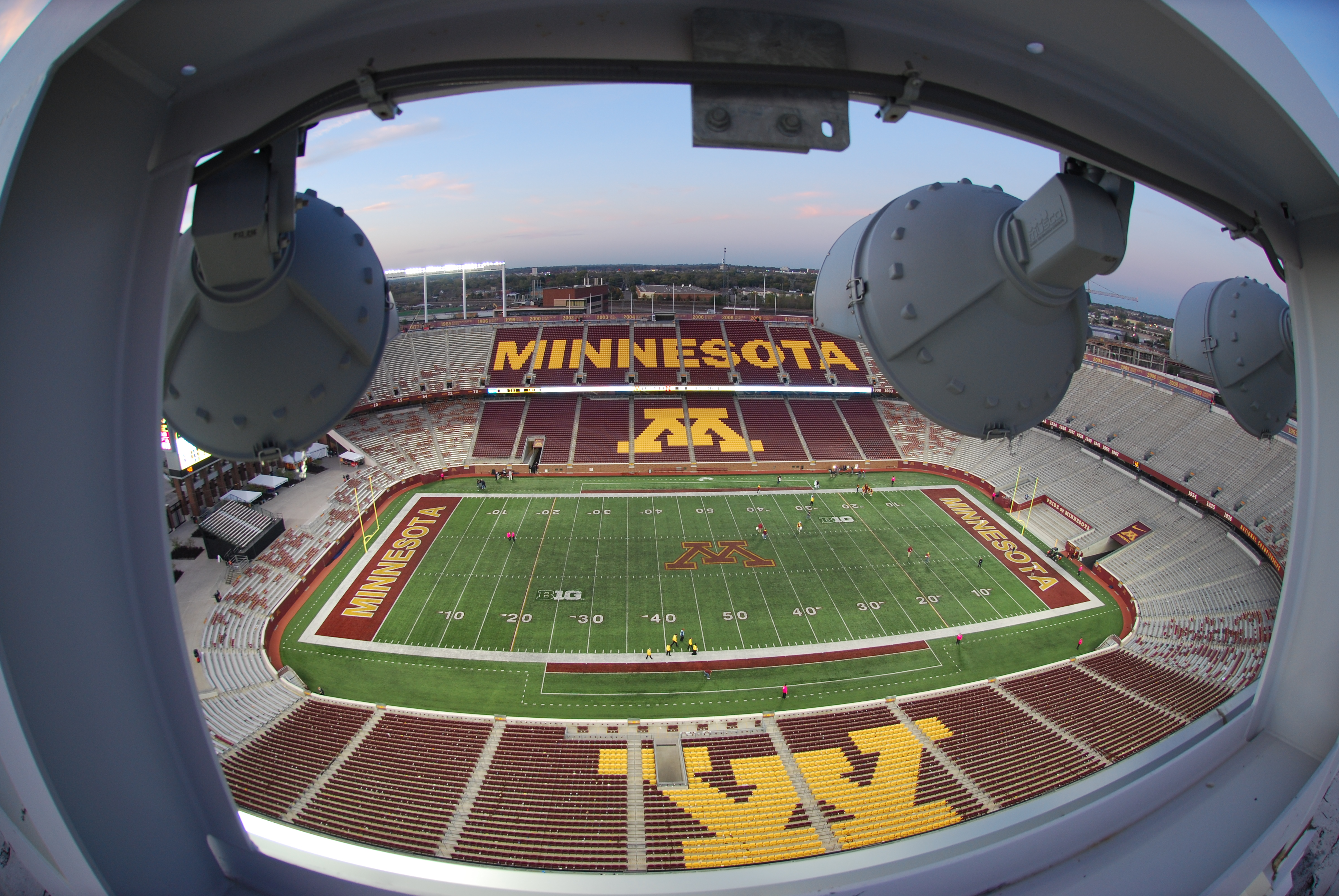
استادیوم تی‌سی‌اف بنک
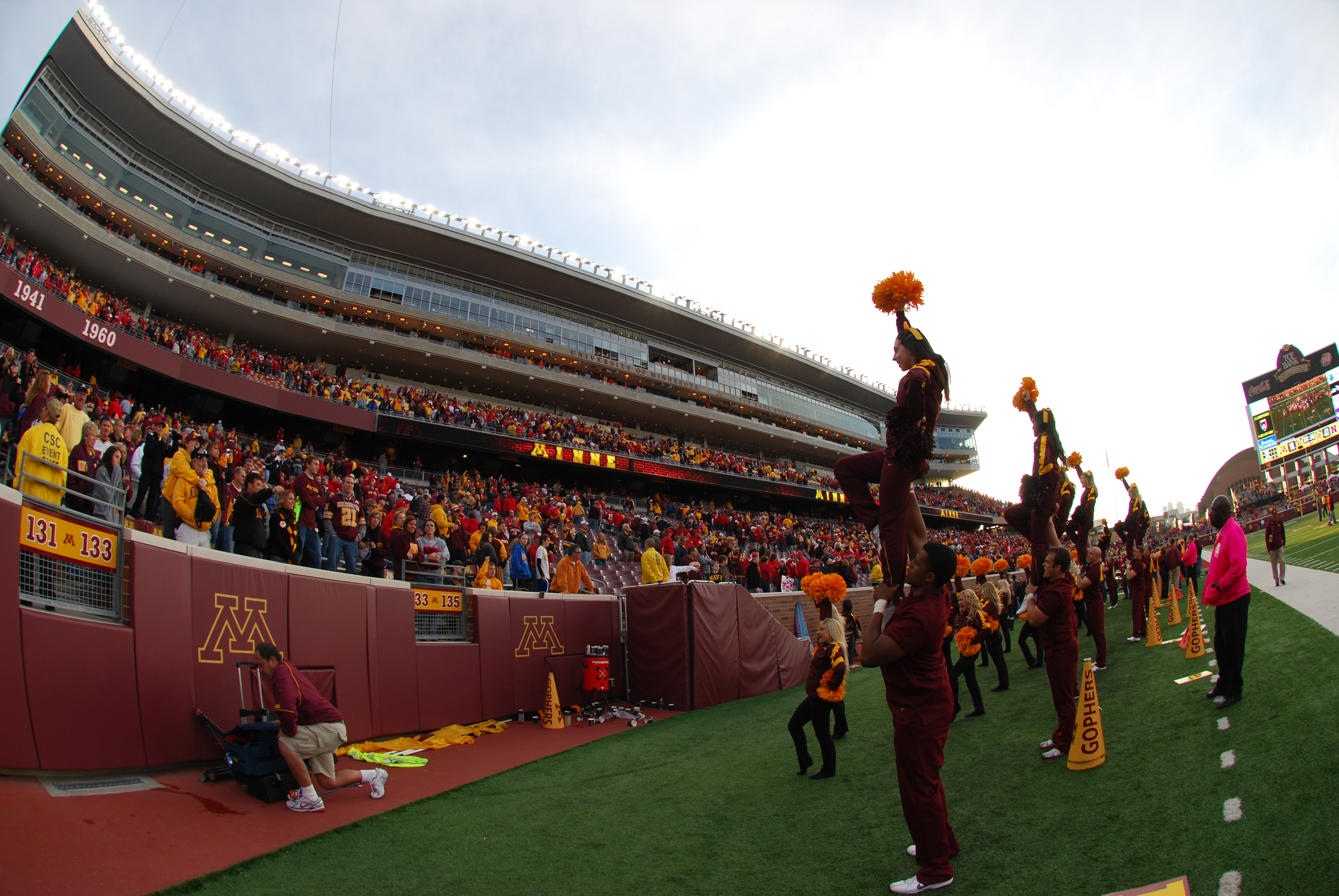
استادیوم تی‌سی‌اف بنک
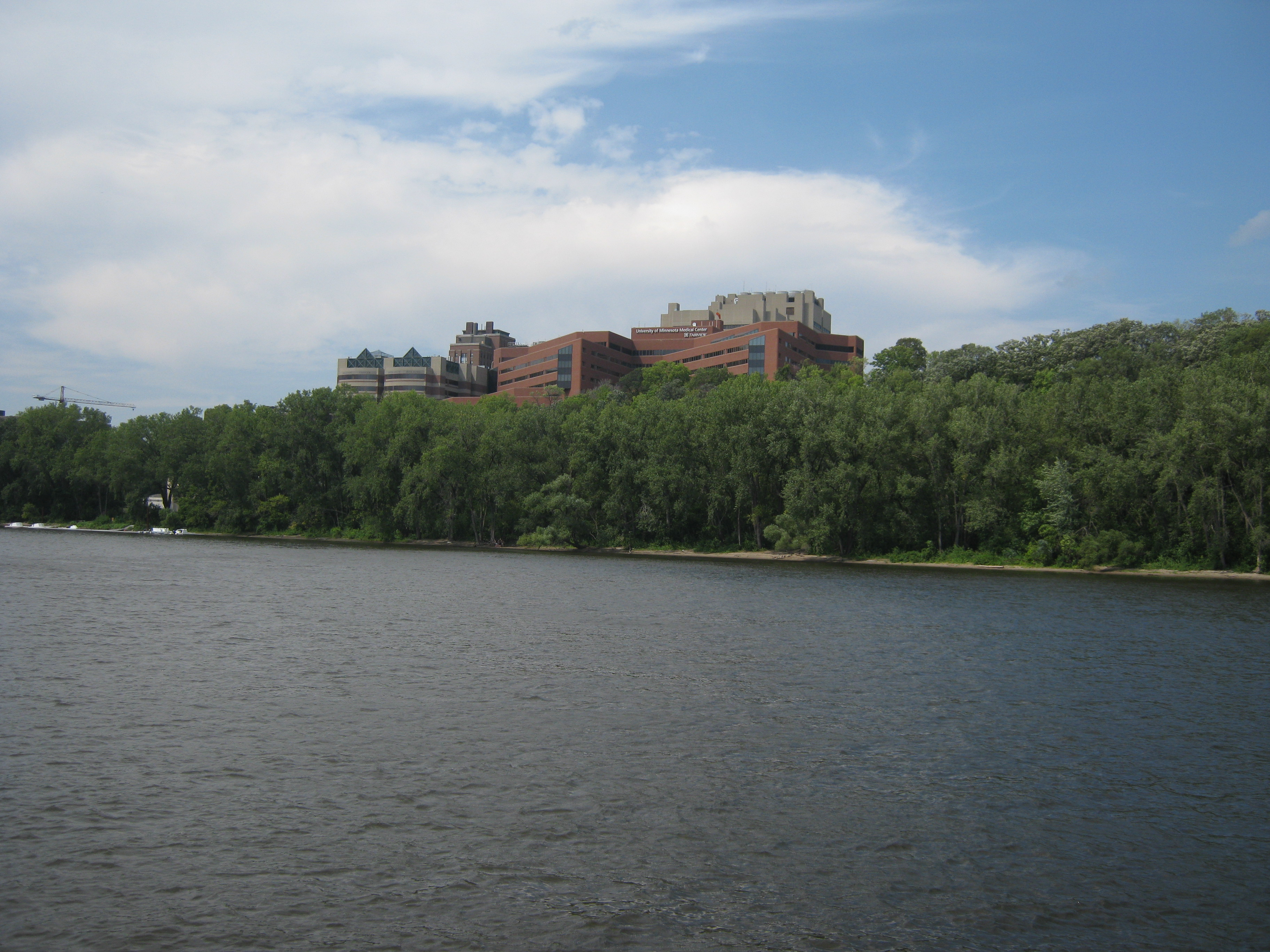
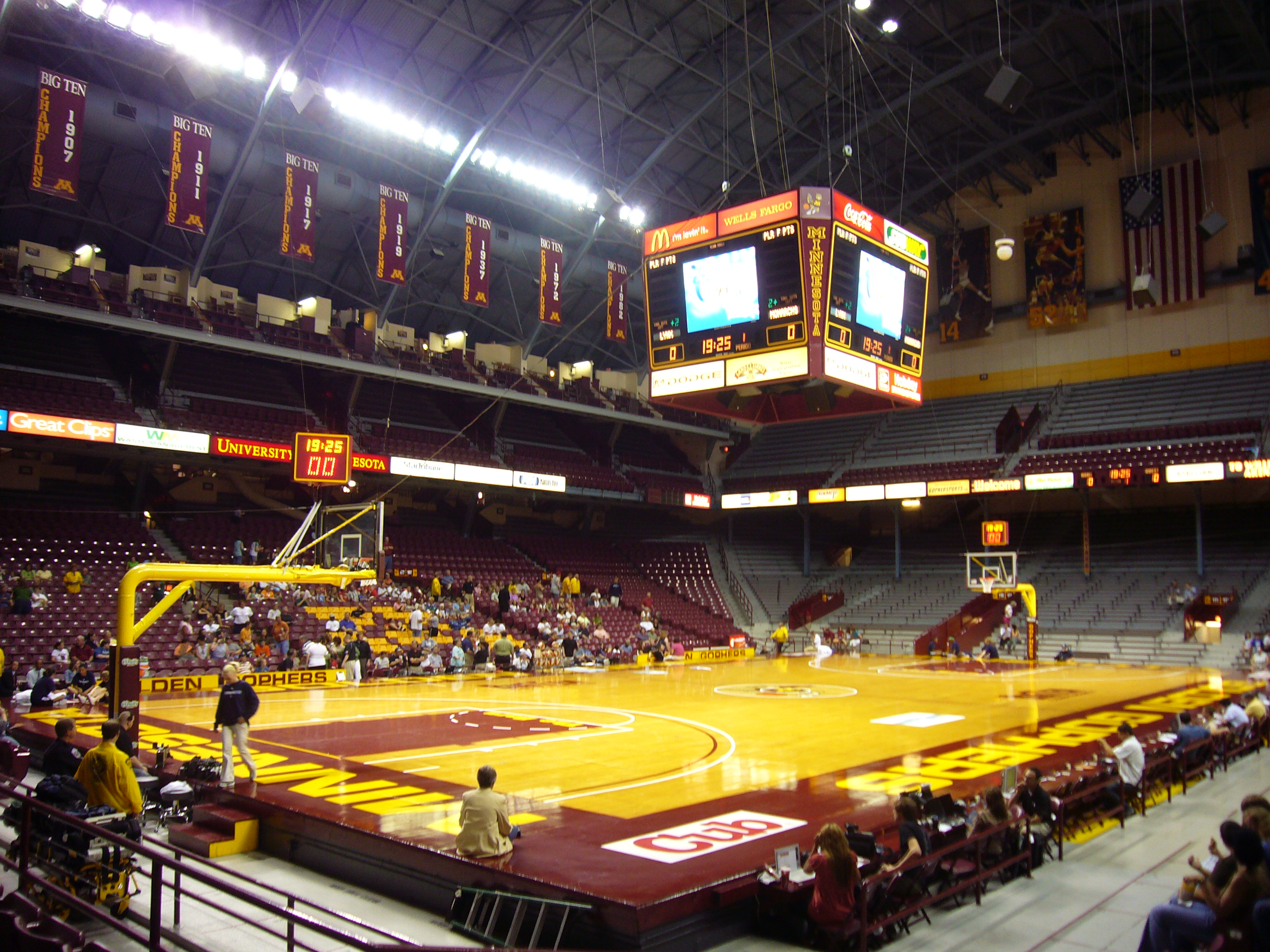
سالن ورزشی ویلیامز
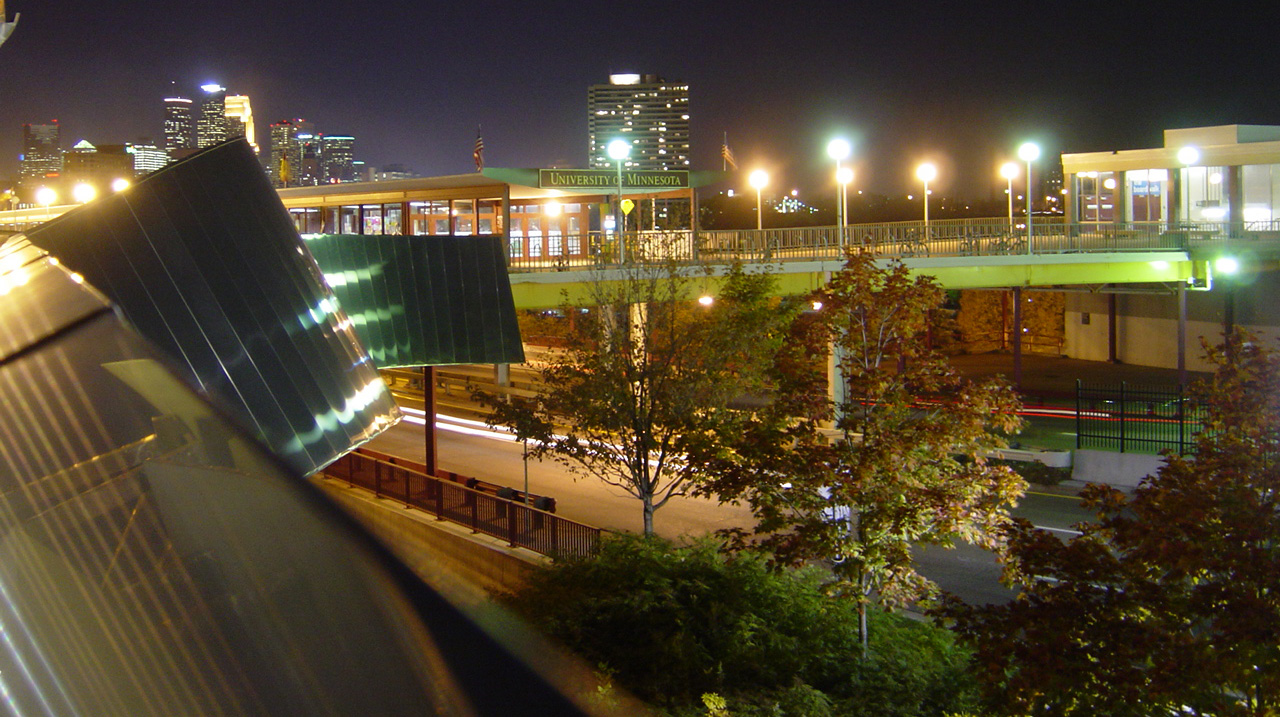
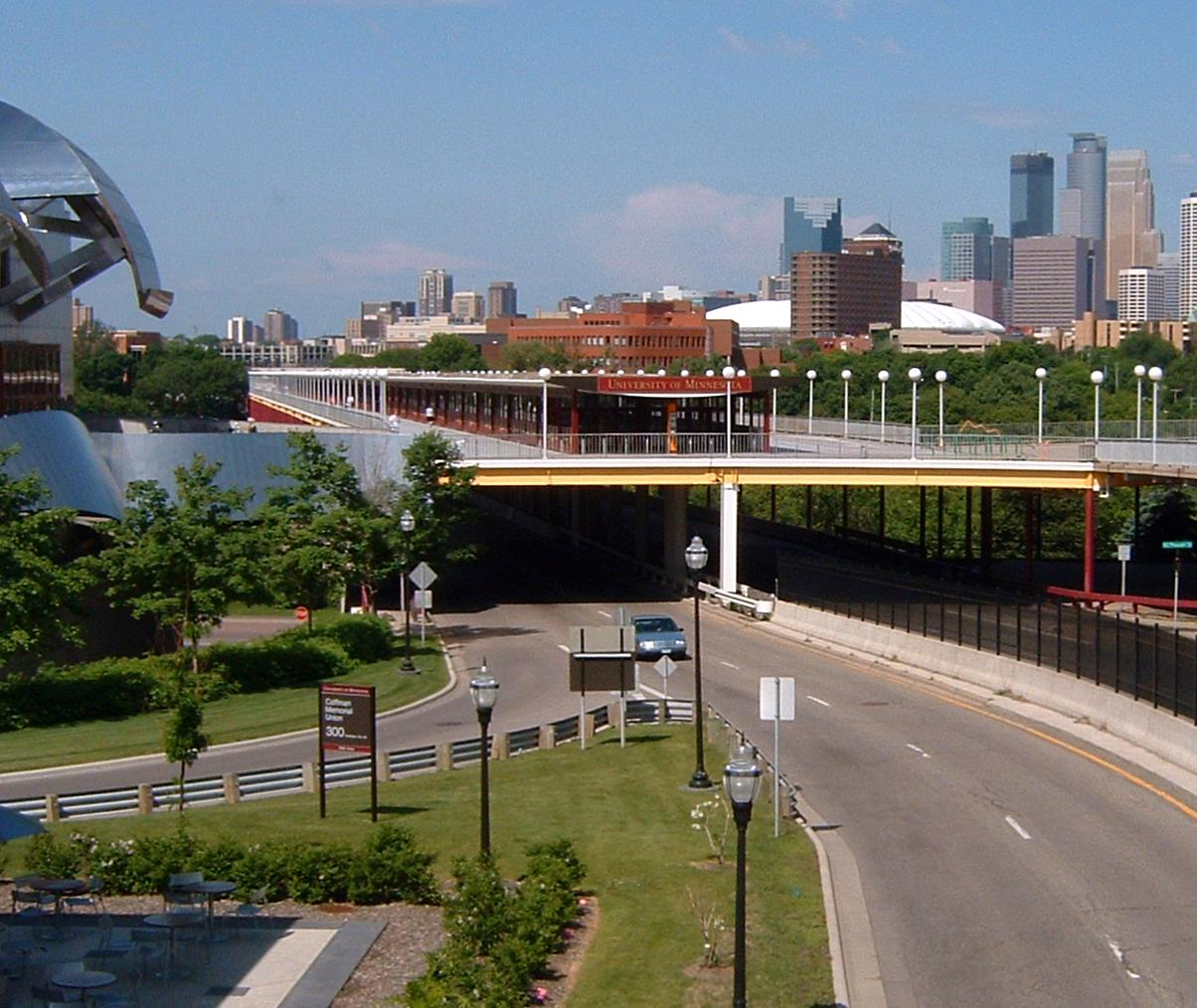
پل خیابان واشینگتن
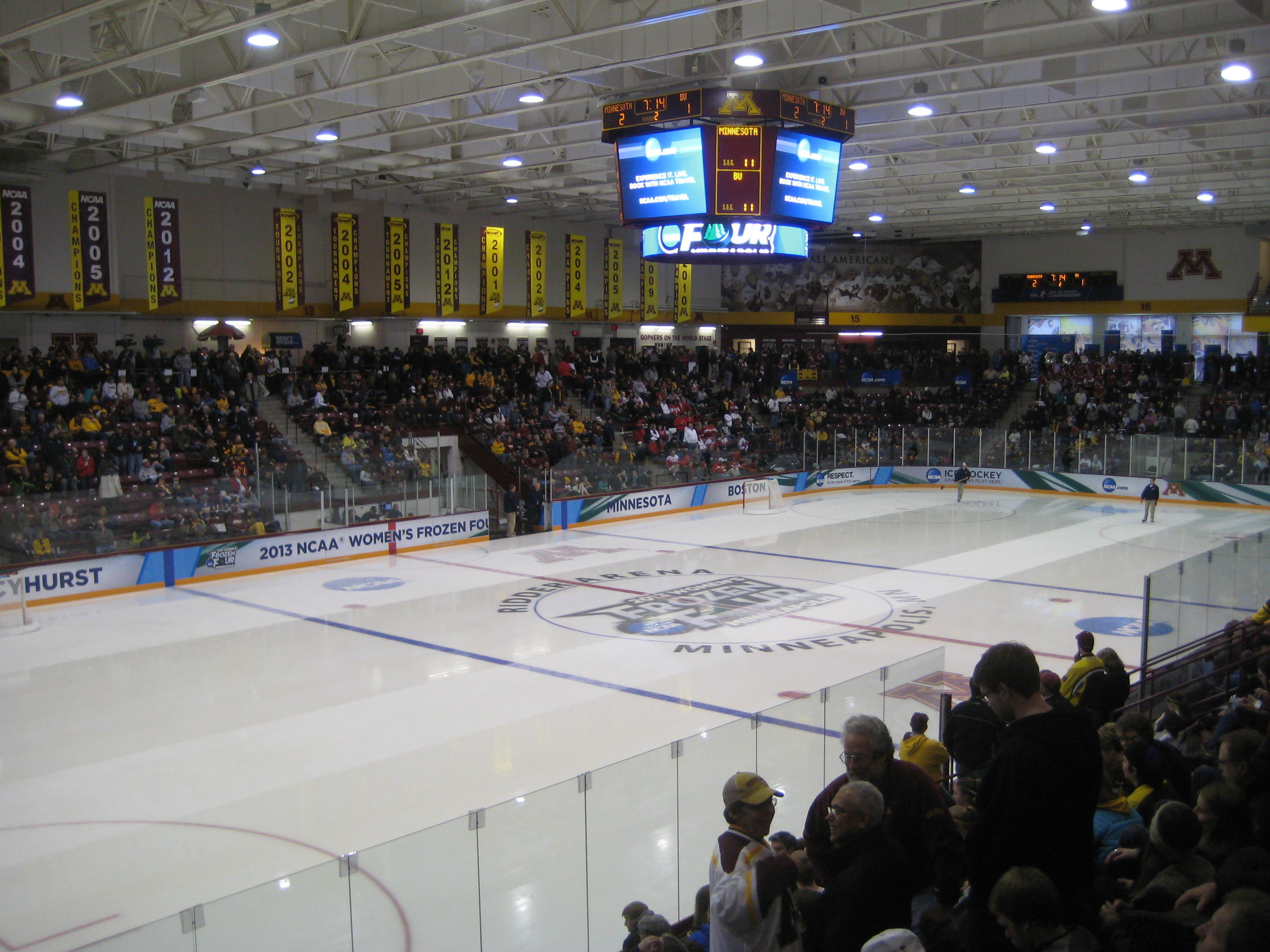